# Blond (Haute-Vienne)
Pour les articles homonymes, voir Blond.
Blond (Blom en occitan) est une commune française située dans le département de la Haute-Vienne en région Nouvelle-Aquitaine.

## Géographie

### Localisation et accès
La commune se situe à 10 kilomètres au sud du chef-lieu du canton Bellac, et 35 kilomètres de Limoges chef-lieu du département.
S'étendant sur près de 65 km2, Blond est la dixième commune plus étendue de la Haute-Vienne.

### Communes limitrophes
Le bourg de Blond est traversé par plusieurs routes départementales (D 3, D 5, D 83, D 95) desservant les communes limitrophes :
- au nord à 10,3 km de Bellac par la départementale 3 ;
- au nord-est à 8,4 km de Berneuil par la départementale 83 ;
- au sud-est à 7,1 km de Vaulry par la départementale 5 ;
- au sud à 7,5 km de Cieux par la départementale 3 ;
- à l'ouest à 5,5 km de Mortemart par la départementale 5 ;
- au nord-ouest à 12 km de Mézières-sur-Issoire par la départementale 95.

| Val d'Issoire    | Bellac |          |
| Nouic, Mortemart | Blond  | Berneuil |
| Montrol-Sénard   | Cieux  | Vaulry   |

### Géologie et relief
Le bourg de Blond se situe au pied du versant nord des monts de Blond, à l'extrémité d'une faille entre le plateau de Limoges et les étendues de la Basse Marche, transition entre les terres froides du Limousin et celles plus chaudes de la Charente limousine.
Les monts de Blond sont les premiers contreforts granitiques du Massif central. C'est un petit territoire du département de la Haute-Vienne, de 15 kilomètres d'est en ouest et de 6 km du nord au sud. Le massif culmine à 514 mètres en deux points sur la commune de Blond :
- aux Marcoux, entre les villages du Charlet et de la Betoulle,
- aux Chapus, près du village de Bachellerie.

### Hydrographie
La principale rivière prenant sa source sur le territoire de la commune est l'Issoire, au col de la Séchère (coordonnées 46° 01′ 46″ N, 1° 01′ 09″ E), pour se jeter 45,7 km plus loin dans la Vienne, en Charente. Elle traverse le village de Blond. Les principaux affluents de l'Issoire sont le ruisseau du Fraisse, le ruisseau de la Gaïenne et le ruisseau de la Marchandaine.
Les autres rivières traversant la commune de Blond sont :
- la Glayeule, cours d'eau naturel non navigable de 20,68 km. Il prend sa source dans la commune de Nantiat et se jette dans le Vincou au niveau de la commune de Blond ;
- le Vincou, cours d'eau naturel non navigable de 50,4 km de longueur. Il prend sa source dans les monts d'Ambazac, à 515 m d'altitude. Il a de nombreux petits affluents issus des monts de Blond et des monts d'Ambazac, qui tous contribuent à lui donner un débit abondant, malgré la petitesse de son bassin versant. Il se jette dans la Gartempe sur la commune de La Croix-sur-Gartempe, à 164 m d'altitude.

Les ruisseaux sur le territoire de la commune : l'Oscut, le Monsat, la Vergogne (dit ruisseau de Pranaud), le ruisseau du Moulin Neuf, le ruisseau du Fraisse, le ruisseau de Lagerie, le ruisseau de la Beige, le ruisseau des Mas, le ruisseau de Bouche Sèche, le ruisseau de l'étang de Richemont, le ruisseau de l'étang de Mery, le ruisseau de Mery, le ruisseau de Monsac.

### Lieux-dits
La commune de Blond comprend 83 villages et hameaux : l'Age, l'Aumône, Bachellerie, la Basse-Pradelle, Beaufort, Bedoireix, les Beiges, Beireix, Belleix, Bellevue, Berisseix, la Betoulle, Blond-Berneuil, Bois-Mort, Bonnesset, les Bordes, le Breuil, le Buisson, le Charlet, Château-Bâtard, le Châtenet, le Cirier, le Cluzeau, les Combes, Courcelas, la Couture-les-Astiers, la Couture-Renon, Couty, les Daires, Doumeix, Doumezy, Drouilles, Echerat, Éparou, Etang-de-Villerajouse, la Feyre, Fontclair, Gare-Blond-Berneuil, les Goutilles, le Grand-Belleix, le Grand-Echerat, Grateyrolles, Gravelat, le Grisonnaud, la Haute-Pradelle, Imbort, Intras, Jouhe, Ladégaillerie, Lagerie, Lavergne, Lavérine, Libarderie, Maillofray, le Mas-du-Bost, Méry, les Monts, Moulin-de-la-Pradelle, Nollet, la Paloterie, Passage-à-Niveau-d'Intras, le Pérou, le Petit-Belleix, le Petit-Echerat, le Pic, Pioffret, la Plaine, la Pradelle, Pranaud, Pré-Lavergne, le Puy-de-Méry, Puygrenier, les Ramades, Richemont, Rousseix, la Rouze, Rulières, le Savary, Soulailloux, le Theil, Thoveyrat, le Vériaud, Villerajouze.
Elle comprend également quelques habitations isolées qui ne sont pas considérées comme des villages.
En 1564, le lieu-dit Vacqueur a été démembré de Blond, la chapelle de ce village a été déclarée cure sous le vocable de Sainte-Catherine. La paroisse de Vacqueur a été érigée en commune en 1790, puis rattachée à celle de Bellac par décision du Directoire du district du 9 pluviôse an II, confirmée par une ordonnance royale du 4 novembre 1829.

### Climat
Pour des articles plus généraux, voir Climat de la Nouvelle-Aquitaine et Climat de la Haute-Vienne.
Historiquement, la commune est exposée à un climat océanique limousin.  
En 2020, Météo-France publie une typologie des climats de la France métropolitaine dans laquelle la commune est exposée à un climat océanique altéré et est dans la région climatique Poitou-Charentes, caractérisée par un bon ensoleillement, particulièrement en été et des vents modérés.
Pour la période 1971-2000, la température annuelle moyenne est de 11,1 °C, avec une amplitude thermique annuelle de 14,5 °C. Le cumul annuel moyen de précipitations est de 1 080 mm, avec 13,4 jours de précipitations en janvier et 7,8 jours en juillet. Pour la période 1991-2020, la température moyenne annuelle observée sur la station météorologique la plus proche, située sur la commune de Val d'Issoire à 12 km à vol d'oiseau, est de 11,9 °C et le cumul annuel moyen de précipitations est de 988,9 mm,. Pour l'avenir, les paramètres climatiques de la commune estimés pour 2050 selon différents scénarios d’émission de gaz à effet de serre sont consultables sur un site dédié publié par Météo-France en novembre 2022.

## Urbanisme

### Typologie
Au 1er janvier 2024, Blond est catégorisée commune rurale à habitat très dispersé, selon la nouvelle grille communale de densité à sept niveaux définie par l'Insee en 2022.
Elle est située hors unité urbaine. Par ailleurs la commune fait partie de l'aire d'attraction de Limoges, dont elle est une commune de la couronne,. Cette aire, qui regroupe 127 communes, est catégorisée dans les aires de 200 000 à moins de 700 000 habitants,.

### Occupation des sols
L'occupation des sols de la commune, telle qu'elle ressort de la base de données européenne d’occupation biophysique des sols Corine Land Cover (CLC), est marquée par l'importance des territoires agricoles (68,7 % en 2018), une proportion sensiblement équivalente à celle de 1990 (68 %). La répartition détaillée en 2018 est la suivante : prairies (45,2 %), forêts (28,1 %), zones agricoles hétérogènes (20,5 %), terres arables (3 %), milieux à végétation arbustive et/ou herbacée (2,8 %), zones urbanisées (0,4 %). L'évolution de l’occupation des sols de la commune et de ses infrastructures peut être observée sur les différentes représentations cartographiques du territoire : la carte de Cassini (XVIIIe siècle), la carte d'état-major (1820-1866) et les cartes ou photos aériennes de l'IGN pour la période actuelle (1950 à aujourd'hui).

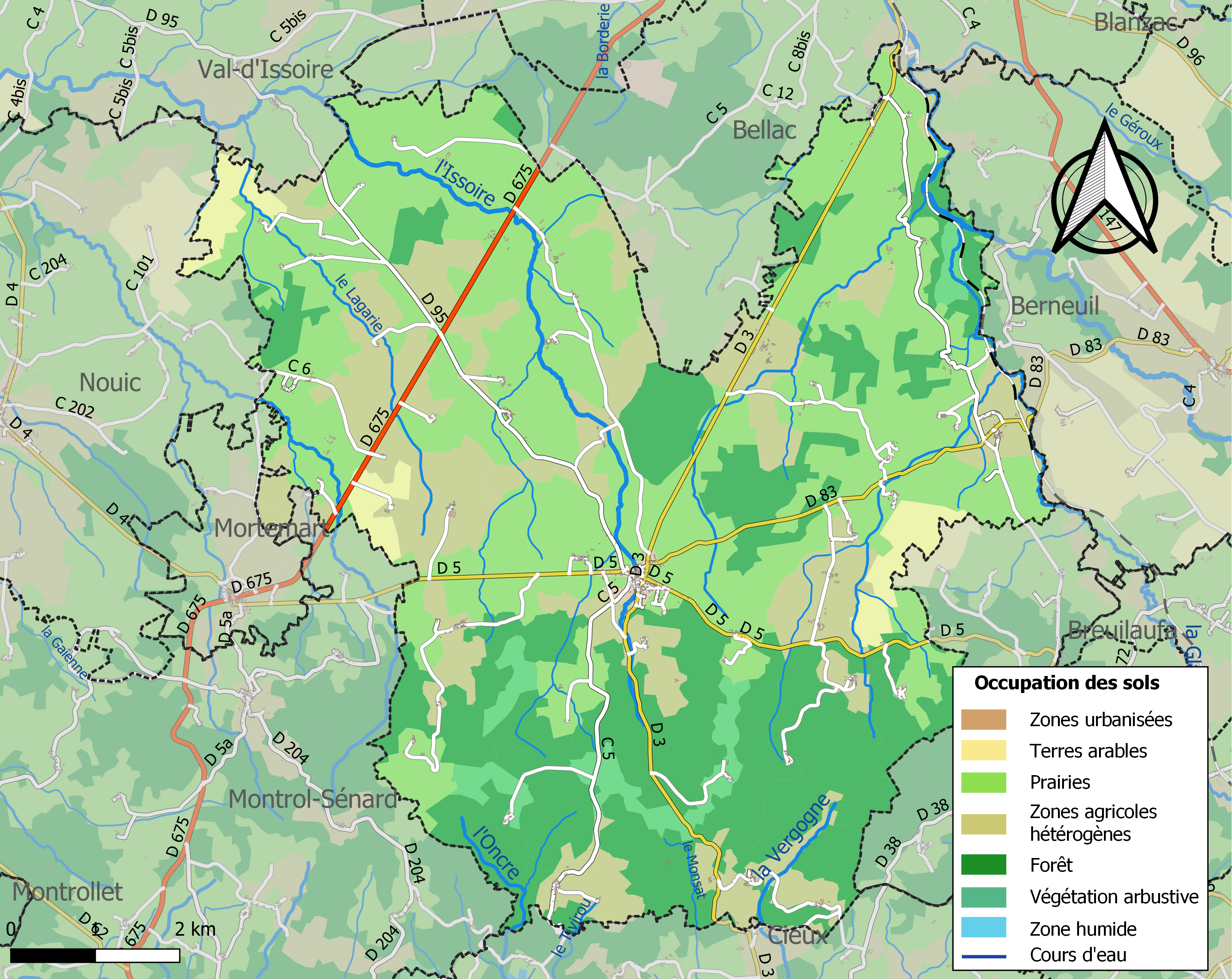
Carte des infrastructures et de l'occupation des sols de la commune en 2018 (CLC).

### Risques majeurs
Le territoire de la commune de Blond est vulnérable à différents aléas naturels : météorologiques (tempête, orage, neige, grand froid, canicule ou sécheresse) et séisme (sismicité faible). Il est également exposé à un risque particulier : le risque de radon. Un site publié par le BRGM permet d'évaluer simplement et rapidement les risques d'un bien localisé soit par son adresse soit par le numéro de sa parcelle.

#### Risques naturels

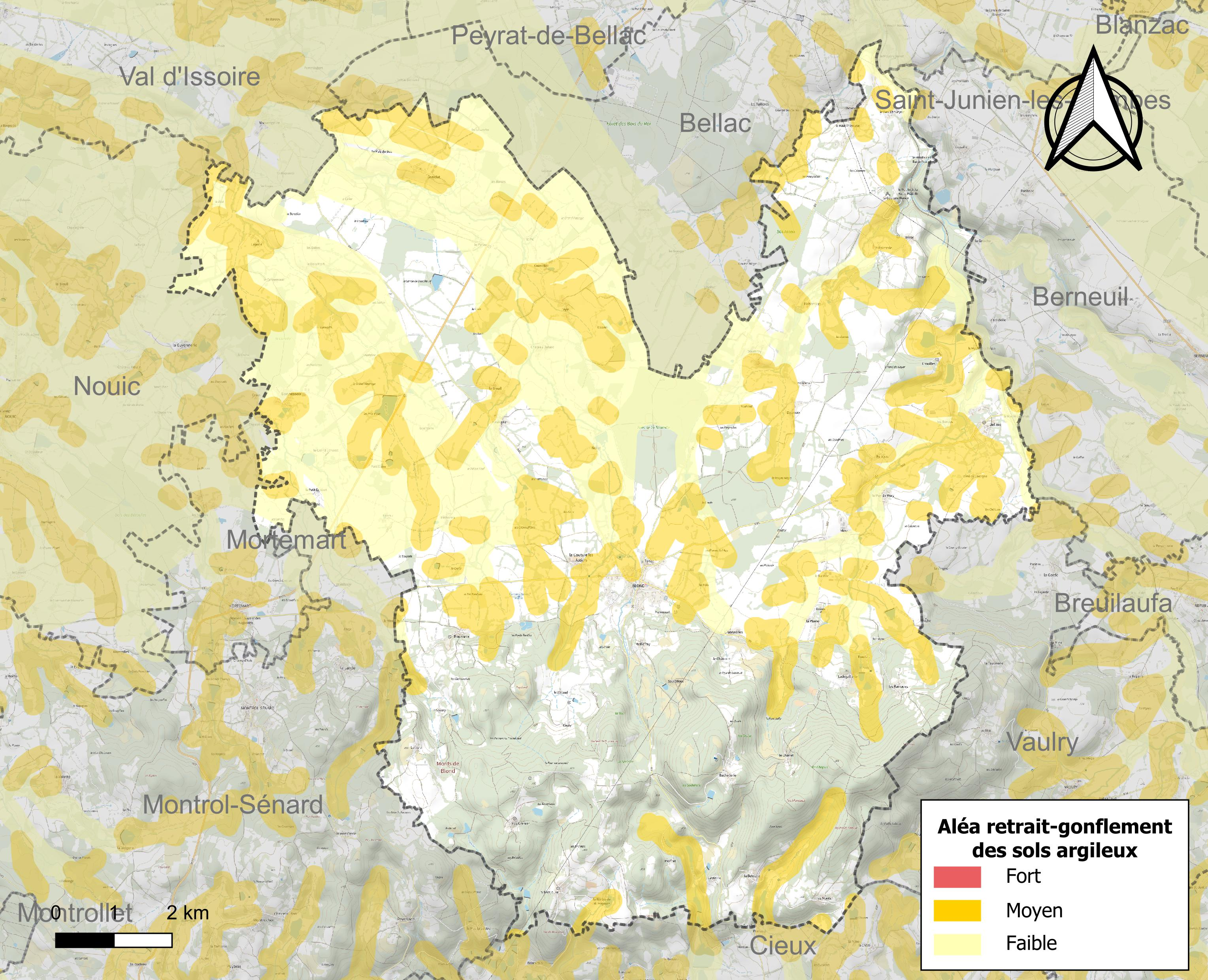
Carte des zones d'aléa retrait-gonflement des sols argileux de Blond.

Le retrait-gonflement des sols argileux est susceptible d'engendrer des dommages importants aux bâtiments en cas d’alternance de périodes de sécheresse et de pluie. Ainsi, 27,4 % de la superficie communale est en aléa moyen ou fort (27 % au niveau départemental et 48,5 % au niveau national métropolitain). Depuis le 1er octobre 2020, en application de la loi ÉLAN, différentes contraintes s'imposent aux vendeurs, maîtres d'ouvrages ou constructeurs de biens situés dans une zone classée en aléa moyen ou fort,.
La commune a été reconnue en état de catastrophe naturelle au titre des dommages causés par les inondations et coulées de boue survenues en 1982 et 1999 et par des mouvements de terrain en 1999.

#### Risque particulier
Dans plusieurs parties du territoire national, le radon, accumulé dans certains logements ou autres locaux, peut constituer une source significative d'exposition de la population aux rayonnements ionisants. Selon la classification de 2018, la commune de Blond est classée en zone 3, à savoir zone à potentiel radon significatif.

## Toponymie
Le nom de cette commune s'est écrit de différentes manières, :
- au VIIe siècle : on trouve sur les monnaies Blatomago et Blatomo ;
- en 1177 : Blahonium, en latin, où le h a remplacé le t ;
- en 1233 : Blaonium, en latin ;
- au XVe siècle : Blonium, en latin, Blon et Blason ;
- entre le XVIe et la Révolution : Blom.

Les toponymes d'origine antique sont ceux qui ont été formés soit à l'époque de la Gaule indépendante, soit à l'époque gallo-romaine, en langue gauloise ou en langue latine. Ce fond très ancien se retrouve dans des noms de montagnes mais surtout en Limousin dans des noms de cours d'eau. Blond traduit un lieu de marché : issu du gaulois magos latinisé en magus. Les lieux de marché étaient normalement situés sur des itinéraires de long parcours et, plus particulièrement à des carrefours ou des rivières à franchir. Ces lieux de rassemblement et d'échanges commerciaux avaient aussi une vocation artisanale et religieuse.
Le bourg de Blond est connu par les productions de son atelier monétaire mérovingien. Non loin du bourg actuel, on trouve un remblai d'écroulement d'un centre artisanal gallo-romain s'étendant sur plus de 10 hectares, dans le bois de la Tourette. Dans le même bois, il y a des sillons et des fosses profondes qui proviennent de l'extraction de l'étain et peut-être de l'or contenu dans des filons de quartz. Ce lieu était un vicus commercial. Les inscriptions sur les monnaies retrouvées, datant de la fin du VIIe siècle, attestent du nom de Blatomago, du gaulois blato pour « blé » et mago signifiant « champs » puis « marché », soit le marché au blé.

## Histoire

### Préhistoire
De nombreux flux migratoires sont attestés au néolithique par des dolmens et menhirs que l’on retrouve dans le paysage de la région. Plus généralement, la région est traversée par les celtes de Hallstatt se rendant en Espagne, les Ligures, les Ibères, les Aquitains, les Celtes de la Tène.
Les monts de Blond sont parfois appelés « cœur préhistorique du Limousin », parce qu’on y rencontre silex, pierres taillées, dolmens et menhirs, vestiges de l'époque magdalénienne, soit plus de 10 000 ans avant notre ère. Vingt-deux stations préhistoriques sont connues sur le territoire de la commune de Blond. Le matériel livré par ces stations est constitué par quelques objets du paléolithique moyen : six bifaces, disque, grattoir, pointes. Ces pièces ont été mises au jour près des cours d'eau se dirigeant vers des régions riches au paléolithique. Les microlithes sont nombreux et abondent dans les stations de la région, ressortissant au néolithique ou au chalcolithique, dont il est difficile de les séparer.
À la fin du néolithique, entre 2 500 et 1 500 ans avant notre ère, apparaissent les dolmens et menhirs, essentiellement en Bretagne et dans le Massif Central. Il a été recensé 53 dolmens en Haute-Vienne en 1907. Mais depuis plusieurs ont été détruits, il n'en existerait plus qu'une quarantaine, dont une douzaine dans les monts de Blond et plus précisément quatre sur la commune de Blond. On y trouve également deux petits menhirs.

### Antiquité

#### Les Lémovices
Le Limousin doit son nom à la tribu gauloises des Lémovices, dont le territoire correspond sensiblement au Limousin actuel. Le pays lémovice fut conquis par les romains en 51 av. J.-C. Christianisé à partir du IIIe siècle de notre ère, le Limousin fait alors partie de l'Aquitaine.

#### La ville de Luppé
Non loin du bourg actuel de Blond, dans le bois de la Tourette, se trouve un remblai d’écroulement d’un centre artisanal gallo-romain s’étendant sur plus de dix hectares,. Les nombreuses découvertes dans le Bois de la Tourette et l'exploitation minière intensive de la zone attestent d'une implantation humaine structurée et organisée. Il s'agit certainement d'un habitat groupé dont l'importance dans les activités d'extraction minière reste à ce jour inconnue. Ce site correspond à une agglomération qui connaît une pérennité de son occupation avec un déplacement à la période mérovingienne. La tradition populaire nomme ce lieu la ville de Luppé.
Les premières découvertes dans le bois de La Tourette sont mentionnées en 1821.
Mlle de Roffignac envoie à la Société Archéologique et Historique du Limousin une note tirée des papiers du comte de Villelume, et qui peut remonter à une date voisine de 1840 ; ce document concerne les ruines gallo-romaines des bois de la Tourette, que la tradition dénomme ville de Luppé : « Si la prétendue Ville de Lupé, dont les habitants de l'ouest de l'arrondissement de Bellac placent, par tradition, les ruines en dix endroits différents, si son existence n’est pas imaginaire, elle n'a pu être que sur ce qui est maintenant la forêt de la Tourrette. Là, les traces non équivoques d'une ville sont fort visibles. À la droite et à la gauche du chemin, qui va de Blond à Bellac, dans la partie méridionale de cette forêt, en pénétrant dans le hallier, on commence à voir des monticules nombreux assez voisins les uns des autres, tapissés d'une mousse antique, ombragées par des tilleuls, des buis, des charmes dont les racines ont pénétré à travers ces amas de pierres et de briques. On remarque vers l'extrémité orientale de ces ruines un pan de muraille s'élevant à la hauteur d'environ trois mètres, presque semblable à une colonne tapissée de lierre. Mais l'observant de près, il est facile de voir qu'elle n'est qu'une portion existante d'un mur ruiné dont le solide a tout au plus un mètre de hauteur. Ce mur qui se prolonge des deux côtés a une assez grande étendue et paraît avoir été un mur d'enceinte, car on ne voit au-delà que très peu de ruines. Il est construit en mortier de chaux et semble avoir été cimenté, en raison de sa grande ténacité, avec des fragments de brique pilée que l'on remarque dans sa coupe, on a essayé d'y introduire le pic sans y réussir. Un paysan m'a assuré que l'on voyait encore un puits (il n'a pu indiquer l'endroit). La tradition des gens du pays rapporte que cette ville aurait été détruite par le feu grégeois. J'y ai trouvé des fragments de briques calcinées. À gauche, en suivant le même chemin, au milieu de la forêt sont de grandes excavations : peut être y a-t-on pris des matériaux. Peut-être « Tourrette » dérive-t-il de Turris, is, tour ? ».
Des membres de la Société Archéologique et Historique du Limousin visitent les ruines gallo-romaines dites la Ville de Luppé, en 1883 et 1904. Un plan établi par M. de Couronnel en 1904 doit être considéré comme perdu.
En 1912, une meule massive pour le concassage du minerai a été retrouvée.
En 1939, à l’occasion d’une nouvelle visite sur place, M. de La Bastide précise qu’un vieux chemin, dont le pavé est visible dans le « Bois de la Tourette », près des ruines, peut être considéré par comme remontant à l'époque romaine.
En 1977 il est mis en évidence une extraction de l’étain. Les analyses réalisées par les géologues attestent la présence de filons de cassitérite (étain) et de mispickel (souvent associé à l’or). Les premiers travaux de relevés ont lieu en 1985 et montrent une très vaste exploitation minière sur environ 80 hectares. L’occupation humaine, reconnue sur une dizaine d’hectares, est repérée dans la partie sud du bois et en bordure. L’activité minière, qui est sans doute à l’origine de l’implantation humaine, est encore perceptible sur le terrain par les nombreuses tranchées d’extraction visibles dans le bois. L’implantation antique est attestée par la découverte, dans l’ensemble du bois, de tegulae ainsi que de différents vestiges de bâtiments. Le premier se présente en un amas de moellons et de tegulae correspondant à une construction effondrée, avec des fragments de tubulures d’hypocauste et des éléments de construction en terre cuite architecturale. Pour la deuxième structure, les murs en élévation montrent un bâtiment avec un cloisonnement interne et une couverture en tegulae. Les prospections aériennes livrent peu d’observations, sinon une anomalie quadrangulaire double qui laisserait penser à un fanum.
Un relevé LiDAR mené en 2017 commence à faire apparaître l'extension précise de l'agglomération. Il n'existe actuellement aucun plan d'ensemble des vestiges.
Les sondages menés en 2018 confirment l'occupation antique et la présence de bâtiments de construction. Les sondages ont aussi montré un très fort remaniement du site en raison d'importantes campagnes de fouilles clandestines dans les années 1960-1970 pour lesquelles il n'existe aucune archive.

#### Habitat rural
Plusieurs sites antiques sont enregistrés sur la commune dans la base Patriarche : La Barde, Rulières, Puernaud, Villerajouze, la Croix de Pierre. Par ailleurs, il est signalé la découverte au lieu-dit Le Charlet d'un amas de scories de fer sous un bois, sur une hauteur qui pourrait correspondre à un atelier antique.

#### Voie romaine
Les Romains construisent un réseau de voies de communication, en suivant pour l'essentiel les anciennes routes gauloises, permettant d'unir les villes, de transporter les matériaux et desservir les villas de la campagne. Blond est proche de la liaison routière entre Augustoritum/Limoges et Lemonum/Poitiers. D’abord simple chemin de terre en pays lémovice, cet axe devient une chaussée épaisse en pays poitevin, constamment guidée par des lignes de partage des eaux, et dont l’usage avant la conquête romaine peut être présumé. Plusieurs tracés ont été évoqués, mais le tracé classique retient :
- un départ de Limoges,
- Saint-Gence à proximité du bourg,
- Cieux : par Prenlis, l'Etang de Cieux[23] puis La Brousse,
- Blond : par Villerajouze, Puygrenier,
- Montrol-Sénart : par Montmézery,
- Mortemart…

#### Évangélisation
Le christianisme se répandit lentement dans les campagnes, comme à Blond où le vieux marché gaulois devint le siège d'une paroisse, qui s'étendait sur toute la montagne jusqu'aux abords de Bellac.

### Moyen Âge

#### Vicus commercial
Il y a eu à Blond un atelier monétaire qui semble avoir eu de l'importance à l'époque mérovingienne (VIIIe siècle), constituant un vicus commercial. C’est ainsi que le nom antique de Blond est connu comme Blatomago. La racine gauloise, -mago, confirme l’existence d’un centre de négoce.
Les triens mérovingiens, généralement en or, paraissent avoir été frappés aux VIe et VIIe siècles sur le territoire de l’ancienne Gaule et portent le nom ou le symbole de la cité où ils ont été émis. La carte des ateliers monétaires mérovingiens de la cité des Lémovices, comprend une cinquantaine de sites, dont Blatomago ou Blatomo.

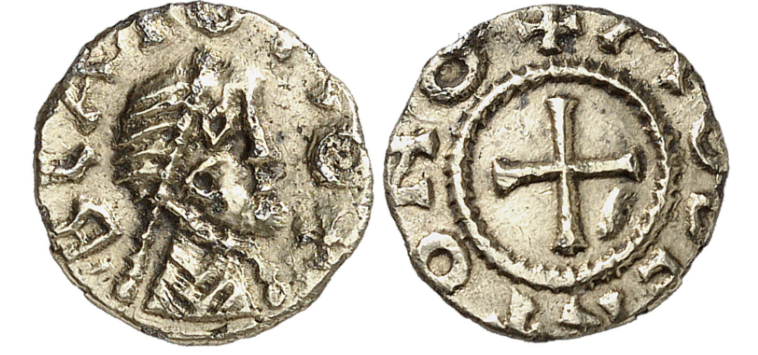
Triens en or Blatomo

#### Paroisse
L’une des pièces de monnaie frappée à Blatomago porte la mention SCI MART, c'est-à-dire Saint Martin, qui est toujours le saint patron de l’église de Blond. Martin meurt en 397 et son biographe, Sulpice-Sévère, publie aussitôt sa vie. L’ouvrage a un tel succès que le culte du saint se diffuse très vite entre le Ve et le VIIe siècle. Ainsi, on peut penser que l’ancienne paroisse de Blond a été fondée au cours de cette période.
D'après la chronique d'Étienne Maleu de 1316, la paroisse de Blond fait partie en 1262 (tout comme celles de Cieux, Montrollet, Montrol-Sénard, Nouic, Peyrilhac, Mortemart, Nieul, Peyrat-de-Bellac, Saint-Gence, Oradour-sur-Glane, Javerdat, Saint-Victurnien, Saint-Brice) des baylies chargées de recevoir les redevances annuelles pour le compte de l'église de Saint-Junien.
Gérald Roger, évêque de Limoges (sacré le 13 février 1317 et mort à Avignon le 7 octobre 1324), unit cette cure qui dépendait de sa seule collation à l'hôpital de Mortemart le 28 mai 1323. Le pape Innocent VIII, par bulle du 19 mars 1488 (vieux style), unit à la cathédrale de Limoges ce qui restait de cette cure, c'est-à-dire le tiers des dîmes.

#### Familles nobles
La famille Blom est connue depuis Hélie de Blom, qui fut témoin, vers 1084, dans une donation faite par Foucaud de Chabannais à l'abbaye de Saint-Maixent. En 1362, on trouve un Gérald de Blaonio (Blom près de Bellac) abbé de Saint-Genou en Berry. Antoine de Blom, écuyer, seigneur de Beau-Puy (proche Montmorillon), de Puy-Renaud (lieu-dit de Blond) et des Villars, habitant la paroisse de Saulgé en Poitou, épousa Francoise de Mont-Rocher (château ruiné de Montrol-Sénard), dont il eût Melchior et Susanne mariée en 1550 à Jacques Estourneau. Melchior de Blom épousa en 1557 Marguerite de Gaing (Oradour-sur-Glane). Jean de Blom, écuyer seigneur de Muruth, châtellenie de Crozan en la Marche (Dun-le-Palestel) épousa dame..., dont il eut Sillonne de Blom qui épousa en 1566 Jean Chézeault écuyer, et une autre fille qui épousa Martial de Chezeault, écuyer seigneur de Puybaron, dont il eut Jean, écuyer, qui épousa en 1566 Gillon de Blom, fille de Jean de Blom, écuyer seing de Maruth châtellenie de Crozan en la Marche. Jean de Blom écuyer seigneur de Mareuil, habitant la paroisse de Brigueil-le-Chantre (Montmorillon), épousa Louise de Cormailhon dont il eut Jeanne de Blond le 12 mai 1606. Charlotte de Blom, veuve de Francois du Mas, habitant à Lesterps (Confolens), fut inhumée le 7 mars 1626.
Joseph de Quesrou, seigneur de Beireix, mourut le 20 août 1616. Christophe de La Couture-Renon devint seigneur de Beireix.
La famille de La Couture-Renon est connue dès 1105 par un traité passé entre Audebert, comte de la Marche, et le chapitre du Dorat. La dernière représentante de la branche ainée épousa, le 4 janvier 1744, Jean-Pierre d’Orfeuil. La seigneurie de la Couture-Renon a été vendue en 1762 pour 80 000 livres.
Guillaume de Lavaud était seigneur de Drouilles en 1520. Madeleine de Lavaux, demoiselle de Drouilles, épousa, le 22 septembre 1591, Jean de Jouvion de l’Eychoisier. Pierre-Adrien-Étienne Cherade de Montbron, écuyer, devint seigneur de Drouilles en 1760 par son mariage avec Jeanne de Jouvion de Drouilles.
La famille de Nollet demeurait au village de Nollet en 1569. Robert de Nollet, écuyer, sieur du Rousseix, servait comme homme d’armes, vers 1587, dans la compagnie de Gabriel de la Rie, seigneur de la Coste-Mézière, et, en 1594, commandait à Bellac une compagnie de cent hommes de guerre. Robert de Nollet était également sieur du Rousseix vers 1587.
Jean de Roffignac était seigneur de Richemont en 1396. François de La Couture-Renon est seigneur de Richemont en 1560, et ses descendants ont gardé cette propriété jusqu’à l’extinction de la branche au XVIIIe siècle.
Jean Charron, écuyer seigneur de Puiernaud paroisse de Blom, épousa Fabienne Dupin, dont il eut Jean, écuyer seigneur de Beaulieu et de Blom, habitant la paroisse de Blom, épousa en 1656 Jacquette de Marsange.

#### Administration
Blond fait partie du comté de la Marche, qui fut créé vers 955 comme une zone intermédiaire entre deux territoires. Les Marches étaient des provinces frontières chargées de défendre l'intérieur des possessions royales. Le comté de la Marche faisait transition entre les possessions des comtes du Poitou, ducs d'Aquitaine, et celles du roi de France.
Les monts de Blond renforcent alors sa position de pays de transition : le relief qui fait transition entre le plateau de Limoges et les étendues de la Basse-Marche, traduit également un pays de transition culturel, entre pays de langue d'oc et pays de patois poitevin, entre le droit coutumier et le droit écrit. Les rochers de Puychaud, gros blocs granitiques situés à quelques kilomètres de Blond vers le village de Villerajouze, symbolisent selon une récente tradition populaire, la frontière entre pays de langue d'Oc (limousin, auvergnat, gascon, languedocien, provençal, catalan, etc.) et pays de langue d'oïl (français, normand, picard, orléanais, bourbonnais, champenois, lorrain, poitevin, etc.). En réalité, et sans se prononcer sur des limites linguistiques précises, la région située plus au nord fait partie du Croissant, autrement dit des parlers marchois, classés ordinairement dans l'occitan.

#### Famines duXVIesiècle
Martial Micheau, curé de Blond de 1565 à 1613, a relaté en marge de son registre paroissial des baptêmes, différents évènements remarquables qui ont affecté les habitants de Blond au XVIe siècle. Ces évènements vont du simple fait divers aux conséquences locales de l'histoire nationale, mais plus détaillés sont les ravages des famines.
Transcription : « En cette présente année (1570), il y eut un été si fâcheux de pluies qu'on ne pouvait travailler deux jours en suivant, si bien qu'on ne put donner due deux façons aux terres labourées, et souvent une seule, et qu'on semait les blés quasiment tout en labour. L'hiver fut si grand que les neiges qui commencèrent à tomber le 15 décembre demeurèrent sur la terre sans qu'on pût envoyer paître le bétail, et même les brebis, jusqu'au 23 janvier 1571. » « Le blé fut fort cher l'année d'après car, à l'époque des moissons, le seigle valait communément quatre livres, et peu après jusqu'à Noël, cent sols, et après Noël six livres. Le froment n'était guère plus cher que le seigle. De Pâques à la moisson, le blé était sans prix, car qui en avait en obtenait ce qu'il voulait, tellement que le froment se vendait communément neuf et dix livres, le seigle huit livres ; et il y aurait eu une grande famine en ce pays n'eût été qu'il vint force blé de Bretagne par Chatellerault... Sans ce moyen, que Dieu par sa grâce a envoyé à ce pays, il n'y avait ni blé ni argent, car tout avait été détruit par les guerres (de religion). »
« En cette présente année (1572), il y eut une grande famine due à la stérilité des terres qui avait la même cause qu'en janvier 1571, que Dieu en cette nécessité nous a secourus par le moyen du blé qui venait de Chatellerault et en si grande abondance que tout ce pays, à 40 et 50 lieues alentour fut nourri. Le seigle valait communément sept et huit livres, le froment neuf et dix livres jusqu'à la fin du mois de mai où le seigle commença à revenir à cent sols, le froment demeurant à son prix parce que le froment qui venait de Chatellerault n'était pas si bon que celui du pays... » « Les blés qui étaient alors sur les terres avaient belle apparence, ainsi que généralement tous les fruits, sauf les vignes. mais l'on ne récolta pas la moitié de ce que l'on avait estimé tant en blés qu'en châtaignes parce qu'il y en eut un tiers acheté pour la semence. » « L'été fut pluvieux, de sorte que l'on ne put ramasser les foins que, gâtés pour la plupart, et beaucoup demeurèrent à faucher. »
« En cette présente année (1573), jusqu'à la moisson, il y eut une famine universelle si grande et si cruelle que jamais homme ait vue car on ne pouvait rien trouver, si bien que le blé valait jusqu'à la Pentecôte sept livres et après 10 livres 10 sols, et le samedi 20 juin, à Bellac, seize livres le seigle et 18 livres le froment. Un grand nombre de personnes moururent de faim et beaucoup plus dans les autres paroisses vers le Poitou que par ici, car il n'en mourut pas de faim en cette paroisse guère plus d'une centaine en ces quatre mois de mars, avril, mai, juin, et il n'y avait rien que l'on pût prendre, car l'hiver fut si grand qu'il ne demeura pas un chou dans les jardins ; aussi n'y eut-il point de graisse car il n'y eut pas de gland. Dieu nous garde de voir jamais une si misérable affliction ! » « Le pot de vin se vendait ici après, à Blond, 8 sols et 8 sols 8 deniers, et le setier de seigle, après la moisson, communément quatre livres. »

#### Guerres de religion
L'église de Blond présente un intérêt archéologique (confère infra) autant qu'historique : " en suivant la curieuse chronique inscrite en marge de son plus ancien registre paroissial qui remonte à 1559, elle a joué un rôle très important pendant la seconde moitié du XVIe siècle à l'occasion des guerres de religion."
Le curé Martial Micheau a relaté les événements ayant incité ses paroissiens à fortifier leur église  durant les guerres de religion, qui ont ravagé le royaume de France dans la seconde moitié du XVIe siècle, où se sont opposés catholiques et protestants appelés aussi huguenots.
- 1567 : un premier passage semant la ruine et la désolation

À la suite d'un acte de baptême du 29 octobre 1567 : « Ce mesme jour et penultlme dudlct moys de octobre l'égalez de Blom fut ruinée et du tout destructe par les heuguenaulx jusques aux grllhles des fenestres et verines, et ne vit ount jamais tant grant conmpagnle de gens d'armes qu'Il passa par ledlct bourg lesdits deus jours, et autour sepct ou huict lieues de fronnc, tellement qu'en passant ils prelgniount les lièvres entr'eulx sans chiens, et le say par gens qui en virent prendre, les ungs en dessendent de la lande à Muntlarge, et d'aultres ez landes du chaine de La Lègue, comme me dict et assura le grant Jehan de la Bourderie, paroisse de Monsteroullet, en venant de Mountmorllhlon, ensemble le 10e jour de jamvrler 1572, emprès que lui et Jehan de Brat en virent prendre deux esdlcte landes sans clens et une qui se saulva. Les ornements de l'égl!ze de Blom furent tous prlns par lesdits heugeunaulx en ung secret qui estoit chez Jehan Marchander, demeurant audlct bourg, et fut ledlct secret enseignié par Maistre Gullhleume Gravier, iceulx estants mountés à cheval pour s'en aler car ilz ne le heussent peu aultrement trouver, mesmes qu'ils couchèrent drolct dessus sans en rien congnolstre. »
Dans les derniers jours d'octobre 1567, l'église de Blond, dont, à la première nouvelle de l'approche des huguenots, on s'était empressé de retirer les ornements pour les cacher chez un habitant du bourg, Jehan Marchadier, l'église de Blond n'avait pas échappé à la fureur des huguenots : tandis que, pendant deux jours consécutifs, leurs bandes innombrables ne cessaient de traverser le bourg de Blond et inondaient le pays à deux ou trois lieues à la ronde, ceux d'entre eux qui s'étaient arrêtés dans cette localité ruinaient et détruisaient entièrement l'église catholique, principal objet de leur haine. Faut-il prendre toutefois à la lettre la phrase de Messire Martial Michau relative à cette destruction et croire qu'il ne soit rien resté de l'édifice dont il s'agit ? Évidemment non, puisque le même chroniqueur a soin d'ajouter que si « l'Église de Blond fut ruinée et du tout destruicle », ce fut seulement « jusques grilhes des fenestres et verries ». Ce qu'il aura voulu dire surtout dans sa phrase un peu obscure, c'est que les huguenots, comme ils le faisaient du reste partout ailleurs, avaient non seulement détruit et peut-être brûlé tout ce qui se trouvaient à l'intérieur de l'église en fait de bancs, confessionnaux, et autres boiseries, mais qu'ils avaient arraché aussi les barraux de fer des fenêtres, et brisé, dans leur zèle fanatique, les vitraux où étaient représentés les images des saints.
Il est avéré que le régiment de Puy-Greffier forte de 2 000 soldats et commandée par le chef protestant Saint-Cyr (Tanneguy du Bouchet de Puy-Greffier dit Saint-Cyr), venant du Périgord et se dirigeant sur Orléans fin d'octobre 1567, mis le siège devant Le Dorat, après avoir réduit Saint-Junien, incendié le bourg de Lesterps et traversé Peyrat-de-Bellac.
- 1569 : nouveau passage meurtrier

C'est certainement cette armée qui avait sévi à Blond en 1567, puis revint en 1569 parcourir le Limousin, notamment La Roche-l'Abeille et Saint-Yrieix-la-Perche : « Le 1er jour de juing 1569 l'église de Blom fut parachevée de ruiner et le cluchier bruslé par une quatre cent chevaulx qui vlndrent de Counfoulent conduictz par le page Vosnlat et le capitaine nommé Monsieur de Monbrun qui fut tué trois ou quatre jours emprès devant Chabanois. »   
Les protestants restèrent plusieurs jours dans la région : « Le 18 dudict moys fut prlns ung jument de quelque coumpagnle qui estoit lougée à Villerabjoulze et Puisgranier. D'aulcungs qui s'en estlount venuz louger « Chez la Mercière », de ladlcte coumpagnle, disent que ce estolt des larouns et alarent quérir des gentils hommes qui estiount pour lors à Pulsregnau pour icelle (Jument) a voler ladicte coumpagnie estant veneue, il n'y demeura homme au bourg que trois ou quatre tant llz estlount anlmestz et firent de grant choses. En ce temps ici emprès passa le camp des heugenaulx, et, au plus près de nous, Jaugèrent à Nouy et Mazières et tenait tout jusques à la Viene et bien cinq ou six lieus en bas, et séjournèrent cinq ou six jours et bruslèrent plusieurs églises et malsouns, et tuèrent beaucoup de prebstres et patsans. Ne se fault s'esmervelier des actes cy desous escrlptes contre la forme des aultres parce que ce est pour démonstrer que les enfants qui naquirent lors ne peurent estre baptlzés jusques à ce que les heugenaulx se en furent alès. »
« Le segound jour d'octobre 1569 vlndrent treize chevaulx de vou!eurs des quartiers de Saint-Savin, heugeunaulx, entre lesquieulx estoit Monsieur du Vinau, parent d'Escheirac, et Monsieur d'Antanet, qui se départit à Maubertrant (5) de peur qu'il ne feust congneu en délibération, pour prendre Maistre Jehan de Gravellat, dlct Vergoundau, et ne l'aiant peu trouver, prlndrent Maistre Guilleume Gravier et François Verdilhiac, et tuèrent Maistre Jehan de La Cousture d'un coup de pistolle parce qu'il ne voulolt suivre, et voulèrent Noslet drolct au polm du jour et Monsieur de Fontmoubert, et tuèrent un Cousturier de la Bastide à mon advis à Noui et blessèrent le Coustur!er des Ages d'un coup de pistolle, qui descéda le 15 jour de décembre emprès, et lesdicts prisonniers furent délivrés en ung chasteau qu'on nome Lavau, parroisse de Bussière-Poictavine, à la poursuicte de Monsieur de la Coste et le cadet de Droux, et les comugnes qui les suiviount. »
Le curé Martial Micheau relate les évènements et cite des noms : Guillaume Gravier, figure connue pour avoir révélé en 1567 la cachette des ornements sacerdotaux aux troupes de Saint-Cyr ; les Couturier. des Ages et de la Bastide. Conduits au château de Lavau qui appartenait à Jeanne de Razes, veuve de Nicolas de La Lande, les prisonniers furent délivrés par Gabriel de La Rie et Pierre de Chamborant, lesquels montèrent une véritable expédition, levant en plus de leurs soldats une sorte de milice locale (comugnes).
- 1580 : des venues repoussées

Les protestants revinrent dans les années suivantes, mais furent cette fois repoussés par les habitants : « Le lundi 18 jour de julhiet audict an, l'égllze de Blom a estée fermée et gardée par les habltans en temps de guerre sans y fere aucung servisse mais se faisait au cimetière jusques au vendredi 17 de mars 1581, auquel jour on se remist dedans y fassent l'olflce ; et estoit le vendredi devant les Raneulx. Ce a esté un grant profflt pour la paroisse. car il n'i vint cumpagnie qui ne fût repoussée. » « Le lundi au soir, 23 du présent moys vint grant nombre de lanscanetz penssant loger au présent bourg, lesquleulx furent repoussés à caps d'acquabusades et logèrent savoir est le commissaire corona et sa campanie et une aultre à la Couture, où il y avolt plus de cinquante feus dehors sans ceuz qui estolent au couvert ; les aultres logèrent à Bedouiret, Vocés, la Vergnle, le Brutil Lage, Chasteau Bastard, Montage, Bonesset, Champeimart et à Couhas et partirent le mardi de bon matin. Le commissaire dict qu'Il estoint pour le moingtz à la Cousture neuf cent o bien mille sans les femes. »

### Ancien Régime
La visite des archiprêtres de Saint-Junien commencée en 1762 établit pour Blond : « Curé : M. Jean-Francois Lageneste, prêtre en 1746, curé en 1755. Bon curé, capable et zélé, d'un caractère fort uni et fort droit. Vicaire : M. Louis Garat, prêtre en 1760, vicaire en 1760, fort médiocre pour la capacité. L'église est vaste, en bon état et suffisamment décorée. Communians : 1500. Sénéchaussée : Montmorillon. Etendue de la paroisse : Trois lieues de diamètre. ».
En 1770, en marge du registre des baptêmes, mariages et sépultures, le curé de Blond, Jean-Francois Lageneste, fait part de sa détresse devant la rareté des récoltes ayant entrainé une hausse des prix : « Le blé a eté très cher cette année le froments a monté jusque a trante six livres le septiers et le seigle trente quatre dime nulle que mes successeurs ny leurs pauvres paroissiens ne voyent jamais une telle calamité cepandant personne na vendu aucun pouce de terre qui soit venu a ma connoissance » (orthographe originale). Le curé Jean-Francois Lageneste fait l'objet d'un éloge par un dénommé Chataing en marge du registre de 1773 des baptêmes, mariages et sépultures : « Jamais plus nous n'auront dans notre commune de Blond un si bon prêtre comme était monsieur Lageneste. Je l'atteste à Blond ce 26 Brumaire de l'An 5 de la République. »
En 1785, Pierre Danglard, curé de Blond, répondit au questionnaire qui lui était adressé par l'intendant du Poitou, pour la statistique des paroisses de la vicomté de Rochechouart. Les divisions administratives n'épousent plus les anciennes institutions féodales et notamment les paroisses. La paroisse de Blond était alors composée de deux enclaves à peu près égales, l'une du Poitou, l'autre du Limousin :
- La généralité de Poitiers dépendait de l'élection de Confolens, relevait du ressort de la sénéchaussée de Montmorillon et avait pour seigneur le duc de Mortemart.
- La généralité de Limoges dépendait de l'élection de Limoges, relevait du ressort de la sénéchaussée de Bellac et du Roi de France.

Il y avait environ 500 feux et 3 000 habitants. Les bras nécessaires à l'agriculture y étaient rares, bon nombre d'habitants émigraient et laissaient en friche des terres cultivées précédemment. Aussi la production du pays suffisait à peine à ses habitants. Il n'y avait aucun établissement industriel, aucune foire ni marché. Il n'y avait pas de messagers, et les chemins étaient impraticables aux voitures.

### Période révolutionnaire

#### Cahier de doléance
Les cahiers de doléance du tiers état commencent presque tous par remercier le roi d'avoir convoqué les états généraux, certains allant jusqu'à prédire au monarque une gloire éternelle ; ces remerciements peuvent aller jusqu'à la flatterie, voire la flagornerie. Le cahier de doléance de Blond a été en partie retrouvé. Daté du 4 mars 1789, il fait état des charges qui pèsent sur le peuple, entre dîme et impositions féodales.
Transcription : « Cahier contenant les très humbles, très respectueuses, très soumises et très sincères doléances et propositions à faire à Sa Majesté et aux États Généraux assemblés, de tous les habitants de la justice de Blon en droit écrit, relevant de la sénéchaussée de la Basse-Marche en la ville de Bellac, la seulle royalle et capitalle de la province, du ressort du Parlement de Paris :
Habitants du païs de montagnes stérilles, nourris de seigle, de blé noir et de chateignes, seul produit de leurs campagnes ou les lettres sont ignorées, ils ne resteront pas cependant que de dire avec la sincérité des cœurs qui ne scavent point feindre ni dissimuler qu'ils ont été le plus sensiblement touchés jusqu'au fond de leur cœur des soins paternels du grand roi qui les gouverne puisqu'il a même daigné les consulter sur les important sujets de l'administration et sur les loix fondamentales qu'on doit établir, du consentement des trois États, entre le trône et la nation. Ils n'oublierons jamais le bienfait signalé qu'il vient de leur accorder en leur donnant autant de voix, conjointement avec les autres communes, que l'Église et la noblesse en onts afin de pouvoir se défendre contre deux corps respectables mais qui n'en sont pas moins la cause de la surcharge des impositions de tous genres que supporte le Tiers État contre la loi naturelle, contre celle de la nation française qui doit jouir de la liberté civile et de la propriété de ses fonds immeubles de même que le prêtre et le noble, propriété qui ne pouroit subsister que autant qu'il y aurat de l'égalité dans la proportion des impôts indistinctement et indifférament pour les trois ordres en corrigeant et détruisant tous les abus, les vices, qui se sont glissés à l'instigation de quelques mauvais ministres ou par l'usurpation des droits qu'on fait les gens d'église comme les plus instruits dans les siècles d'ignorance et les plus nobles par la force puisque dans la première dinastie de nos rois on ne cherchoit point touttes les distinctions qu'on veut tant faire valloir aujourd'hui pour perpétuer l'esclavage et les entraves du Tiers État sans lequel les autres ne pourraient subsister.
Ils ne permettront pas de détailler ce qu'il y a à toucher sur les excessifs revenus des archevêques, évêques, abbés et abbesses au nombre de plus de douze cents, sur les communautés à différentes livrées regorgeants de biens jusqu'à trente, quarante et cinquante mille livres de revenu pour nourrir cinq, six ou dix moines de différentes couleurs, nont plus que pour ceux qui n'ayant pas de fonds leur deviennent à charge par les quêtes continuelles qu'ils font. Combien de trésors, Sire, ne feriés vous point verser dans vos coffres au soulagement de vos peuples si tous ceux qui sonts nécessités par les saints canons, par vos ordonnances, résidoient dans les lieux de leurs bénéfices au lieu d'aller porter le luxe et l'abondance au loin. Pourquoi faire passer dans les pays étrangers comme s'en est plaint le Tiers État depuis siècles l'or et l'argent du royaume pour obtenir des bulles et des dispenses qu'on peut avoir dans le royaume.
Pour ce qui est de la noblesse, l'une acquise par les armes, l'autre à prix d'argent, leurs privilèges sont innombrables. Ils ont touttes les charges à la Cour. Aux armées de terre et de mer, on leur donne des apointemens trop considérables tandis que le pauvre soldat n'a pas même de quoi vivre et cependant, Sire, que ferait toutte cette noblesse sans vos grenadiers, tous tirés du Tiers État. Ce n'est pas tout et puisque vous êtes notre père, comme vos enfants nous devons tous vous dire, nous vous sommes attachés de cœur et d'affection, vous voulés sincèrement nous soulager et vous en trouverés d'amples moyens en n'accordant pas de pensions souvent à des gens qui n'ont rendu aucuns services à l'État et que contre toutte justice ils ont obtenus plutost par bonté et par protection que par des services éclatants. Brisés donc nos ferts, qu'il ne soit plus question de tout ce qui se sent des siècles sauvages et barbares où on a établi qu'on ne mangerait point de pain qu'il ne fût cuit dans tel four et que l'on ne ferat point moudre ou l'on voudrat, et tant d'autres choses qui vous seronts représentés par des gens plus habiles que nous.
Quoi qu'il en soit, la plage de votre royaume est grande... magistrats de faire la recherche exacte de touttes les rentes vendues, changées, usurpées, engagées et aliénées dans votre comté de la Basse-Marche composé des quatre chatellenies de Bellac, ville du séjour des premiers comtes dès 901, Champagnac, Rancon et Le Dorat, dont cette dernière est sous la coutume du Poitou, pour vous en rendre compte et ensuitte être par vous et votre Conseil statué ce qu'il appartiendrat. Vous le devés, vous le pouvés puisque les biens de votre domaine et annexés à la Couronne sont innaliénables et imprescriptibles. Vous avés de plus dans la province des forêts qui mieux administrées pouroient vous donner un produit supérieur à celui que vous en retirés et dont les fraix de perception sont considérables ce qui n'est encorre rien en comparaison des condamnations rigoureuses que font les officiers contre des malheureux que la misère et l'indigence forcent de prendre quelques fais de bois à leur proximité, que l'on condamne à des amendes qu'ils ne peuvent payer par insolvabilité ce qui absorbe une partie de vos revenus.
Châtain de Grateyrolle.
Mallebay de la Mothe, avocat en Parlement, juge de Blon, pour être conservé au greffe de la justice et l'autre copie au greffe de la sénéchaussée. »

### Première Guerre mondiale
La Grande Guerre entraine le décès avec la mention Mort pour la France de 103 hommes natifs de Blond. La population passe de 2 045 habitants en 1911 à 1832 en 1921, soit une baisse de 10,4%.

#### Le maquis des monts de Blond
Pendant la Seconde Guerre mondiale, l’état major allemand avait surnommé la région de la montagne limousine la "petite Russie", le général de Gaulle parla lui de "capitale du maquis". C’est là qu’en août 1940, Georges Guingouin, jeune instituteur et responsable communiste local, appelle à la lutte et organise un premier réseau de résistants. Ce fut l'une des résistances les plus opiniâtres en France.
Le maquis des Monts de Blond est la plus importante formation de résistants du département, après celui de Georges Guingouin. Il est constitué par six compagnies FTP : la 2407e (au camp de Savary près de Blond), la 2409e (à Boissour), la 2401e (à Bois-Sournet), la 2430e (aux Ramades de Blond), la 2437e (Cieux au moulin du Brudoux, avec une section à la Basse Forêt, une seconde section au hameau du Four de Villeforceix, et une troisième section au moulin de Fromental) et la 2438e (à La Borderie). Il dispose en outre d’un hôpital organisé au Breuil et d’un terrain de parachutages à Savary.

#### Le 7 août 1944
Le maquis des Monts de Blond.

### Période récente

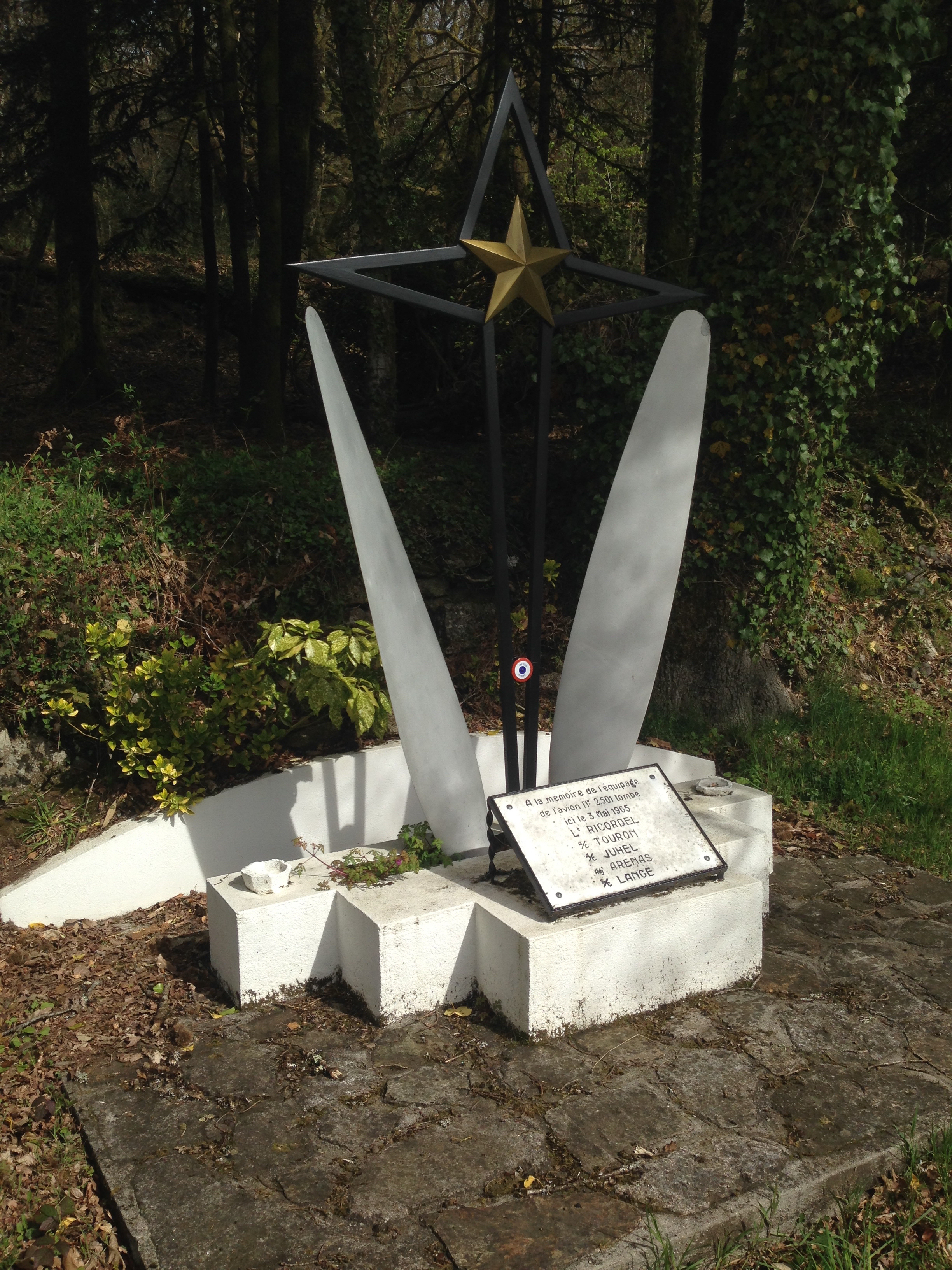
La stèle en mémoire des morts dans l'accident du Noratlas le 3 mai 1965 dans les monts de Blond près du village de Bachellerie.

#### Accident du Noratlas à Bachellerie
Le 3 mai 1965, le Noratlas 2501 no 190 F-RABV, parti d’Orléans pour rejoindre Pau, s'écrasa dans les monts de Blond près du village de Bachellerie, tuant les cinq militaires de l'escadron de transport 2/63 Bigorre. La cause de l'accident demeure inconnue.
Une stèle a été érigée en mémoire des militaires décédés sur la route menant au village de Bachellerie.

## Politique et administration

### Liste des maires
| Période   | Période  | Identité                            | Étiquette | Qualité                                                                                            |
| --------- | -------- | ----------------------------------- | --------- | -------------------------------------------------------------------------------------------------- |
| 1790      | 1791     | Danglard Pierre                     |           | |
| 1791      | 1792     | Moraux Jean                         |           | |
| 1792      | 1794     | Lacouture Jean                      |           | |
| 1794      | 1795     | Lorgue Léonard                      |           | |
| 1795      | 1796     | Lafleur-Thoveyrat Jean-Baptiste     |           | |
| 1796      | 1798     | Lagasne Jean-Francois               |           | |
| 1798      | 1799     | Lacouture Pierre                    |           | |
| 1799      | 1818     | Coulaud Martial                     |           | |
| 1818      | 1820     | Vicomte De Nollet Jacques           |           | |
| 1820      | 1824     | Laverine Jean                       |           | |
| 1824      | 1825     | Mallebay de Roussat Louis           |           | |
| 1825      | 1827     | De Beireix Jean                     |           | |
| 1827      | 1832     | Despouges-Delage Jean               |           | |
| 1832      | 1840     | Durand de Richemont Francois Joseph |           | |
| 1840      | 1843     | Lagasne Jacques Victor              |           | |
| 1843      | 1855     | Navières du Treuil Joseph           |           | |
| 1855      | 1870     | Dupin Pierre Paul                   |           | |
| 1870      | 1871     | Gravelat Pierre                     |           | |
| 1871      | 1884     | Montazeaud Jean                     |           | |
| 1884      | 1912     | Coulaud-Dutheil Prosper             |           | |
| 1912      | 1919     | Gandois Martial                     |           | |
| 1919      | 1925     | Ladegaillerie Philippe              |           | |
| 1925      | 1942     | Palbéry Francois                    |           | |
| 1942      | 1944     | Larat Marcel                        |           | |
| 1944      | 1947     | Pommier Pierre Alexis               |           | |
| 1947      | 1950     | Bardet Félicien                     |           | |
| 1950      | 1975     | Lépine Louis                        |           | |
| 1975      | 1989     | Lathierre Raymond                   | PCF       | |
| 1989      | 2001     | Brondeau Roger                      |           | |
| mars 2001 | En cours | Jean-François Perrin                | PS        | Conseiller général du Canton de Bellac (1998-2011) (13 ans) Président de la Communauté de communes |

## Population et société

### Démographie
Différentes sources font état d'estimation différente du nombre d'habitants :
- en 1762, la visite des archiprêtres de Saint-Junien[43] établit pour Blond 1 500 communiants ;
- vers la fin du XVIIIe siècle[23], il y aurait 2 900 communiants soit environ 3 868 habitants ;
- en 1785, Pierre Danglard[23], curé de Blond, précise que Blond compte environ 500 feux et 3 000 habitants[5],[23].

L'évolution du nombre d'habitants est connue à travers les recensements de la population effectués dans la commune depuis 1793. Pour les communes de moins de 10 000 habitants, une enquête de recensement portant sur toute la population est réalisée tous les cinq ans, les populations de référence des années intermédiaires étant quant à elles estimées par interpolation ou extrapolation. Pour la commune, le premier recensement exhaustif entrant dans le cadre du nouveau dispositif a été réalisé en 2004.

En 2022, la commune comptait 690 habitants, en évolution de −0,14 % par rapport à 2016 (Haute-Vienne : −0,68 %, France hors Mayotte : +2,11 %).
| 1793  | 1800  | 1806  | 1821  | 1831  | 1836  | 1841  | 1846  | 1851  |
| ----- | ----- | ----- | ----- | ----- | ----- | ----- | ----- | ----- |
| 2 552 | 2 199 | 1 811 | 2 430 | 2 260 | 2 318 | 2 277 | 2 419 | 2 447 |

| 1856  | 1861  | 1866  | 1872  | 1876  | 1881  | 1886  | 1891  | 1896  |
| ----- | ----- | ----- | ----- | ----- | ----- | ----- | ----- | ----- |
| 2 411 | 2 380 | 2 280 | 2 242 | 2 257 | 2 341 | 2 380 | 2 225 | 2 251 |

| 1901  | 1906  | 1911  | 1921  | 1926  | 1931  | 1936  | 1946  | 1954  |
| ----- | ----- | ----- | ----- | ----- | ----- | ----- | ----- | ----- |
| 2 171 | 2 168 | 2 045 | 1 832 | 1 692 | 1 609 | 1 588 | 1 524 | 1 329 |

| 1962  | 1968  | 1975 | 1982 | 1990 | 1999 | 2004 | 2006 | 2009 |
| ----- | ----- | ---- | ---- | ---- | ---- | ---- | ---- | ---- |
| 1 218 | 1 038 | 884  | 727  | 681  | 677  | 726  | 712  | 749  |

| 2014 | 2019 | 2022 | - | - | - | - | - | - |
| ---- | ---- | ---- | - | - | - | - | - | - |
| 699  | 696  | 690  | - | - | - | - | - | - |

### Manifestations culturelles et festivités
- L'Association Touristique de Blond : Issu d'un syndicat d'initiative, l'Association Touristique de Blond a vocation à agir en faveur de l'essor touristique de la commune et plus globalement à développer et encourager la participation de tous les habitants à l'animation du village.
- La Foire aux Chapons : Elle rassemble environ 200 exposants le deuxième dimanche de décembre. Des défilés de confréries et tiercés de chapons s'y déroulent.
- La Foire de l'ail et du melon : Organisée par la Confrérie du chapon et l'Association Touristique des Monts de Blond, le second dimanche d'août.
- La Marche des Hulottes : Randonnée nocturne le 14 août.
- Estivol est une association de cerf-volant, paramoteur, montgolfière, deltaplane et ULM.
- Festival du Haut Limousin : Créé en 1999, met en relief chaque année le patrimoine de la Basse Marche, des monts de Blond, des monts d'Ambazac et le site de Saint-Pardoux autour de la musique.
- Course cycliste Frédéric-Mistral : Créée en 1992, une épreuve de randonnée VTT se déroule le dernier dimanche d'octobre.

### Les randonnées
Les Monts de Blond sont traversés par 150 km de sentiers pédestres balisées (rouge et jaune ou jaune seulement).
- Circuit Les Hauts de Blond : 2 h 30 et 9 km
- Sentier des villages en pays d'Oc : 3 h 15 et 13 km.
- Sentier de la Montjoie : 2 h 15 et 8,5 km.
- Chemin de La Couture Les Astiers : 45 min et 3,5 km.
- Circuit des Cimes : 2 h 15 et 7,5 km.

### Lieux et monuments

#### Les pierres à légendes
Les pierres à légendes sont des blocs granitiques, erratiques, entrainés et modelés par les eaux au cours des siècles. Le caractère impressionnant et atypique de ces rochers a inspiré de nombreuses légendes.

##### Les rochers de Puychaud
Au sommet de la montagne qui domine le bourg de Blond au midi, se trouve une pierre branlante de forme ovoïde qui a 2,70 m de hauteur et 8,50 m de circonférence. Elle oscille dans la direction du sud au nord. Près d'elle, existent d'autres blocs granitiques qui, selon la tradition du pays, étaient aussi mobiles anciennement.
Les rochers de Puychaud se situent à 2,5 kilomètres au sud de Blond sur la route reliant le village de Villerajouze de la commune de Blond aux villages de Boscartus et Villeforceix de la commune de Cieux, à 465 mètres  d'altitude. Ce sont de gros blocs granitiques ayant résisté à l'érosion. Ces pierres sont au nombre de quatre : le Berceau (allongée et creusée en son milieu), la Tourte (la plus grosse), la Niche et la Pierre Branlante.
Ils symbolisent, selon une récente tradition populaire, la frontière entre pays de langue d'oc et pays de langue d'oïl, entre le droit écrit et le droit coutumier. Une plaque célèbre le chantre de l'occitanisme Frédéric Mistral, et une plaque de marbre a été posé à l'occasion du centenaire de sa naissance le 9 juin 1930, en langue d'oc : « à la gloire de celui qui a fait revivre et resplendir la langue des grands troubadours et rendit son honneur au peuple occitan ».

Ce site formé d'énormes rochers aux formes arrondies inspira de nombreuses légendes dont voici l'une : 

« Il était une fois une pauvre veuve qui allait de village en village, quêtant ici une place pour dormir, là un peu de nourriture pour elle et ses deux enfants en bas âge. Les grands froids étaient venus et Noël approchait. La veille de ce jour, la pauvre femme arriva dans une bourgade du Limousin appelée Blond. Comme elle s’arrêtait à une porte pour demander du secours, elle entendit une voix qui disait : -Irons-nous à Puy-Chaud quand sonnera minuit ? Vous savez bien, enfants, que le plus grand rocher s’ouvre la nuit de Noël et découvre tout le temps que le prêtre élève l’hostie une grotte emplie d’or et de pierres précieuses ? Sans écouter davantage et tirant ses enfants par la main, la veuve arriva sur la colline. A bout de forces, elle s’assit contre le plus gros rocher. En bas, où l'on devinait Blond tassé autour de son église, les sons joyeux de la cloche montèrent. La messe de minuit allait commencer. Soudain, un bruit étrange se produisit. Le roc s’était ouvert. Dans une caverne lumineuse brillaient des monceaux d’or et de diamants. La femme se précipita. À pleines mains, elle puisait dans le trésor fabuleux. Mais tandis qu’elle était ainsi occupée, le roc pivota de nouveau. Épouvantée, elle lâcha tout ce qu’elle avait pris et n’eut que le temps de s’enfuir, laissant ces deux enfants dans la caverne qui se referma sur eux. Folle de désespoir, elle alla demander conseil au curé de Blond qui lui dit de se trouver au même endroit et à la même heure l’année d’après. Et, au Noël suivant, la mère recommença la douloureuse ascension. Bientôt, le rocher s’ouvrit. Au centre de la caverne, les deux enfants reposaient paisiblement, plus forts et plus grands d’une année. Sans même jeter un coup d’œil aux richesses accumulées autour d’elle, la mère se précipita vers eux et les entraîna hors de la caverne, juste comme elle se refermait. »

 Non loin du chaos granitique se trouve un dolmen semi-enterré, qui est peut-être l'entrée de cette salle du trésor.

Les rochers de Puychaud
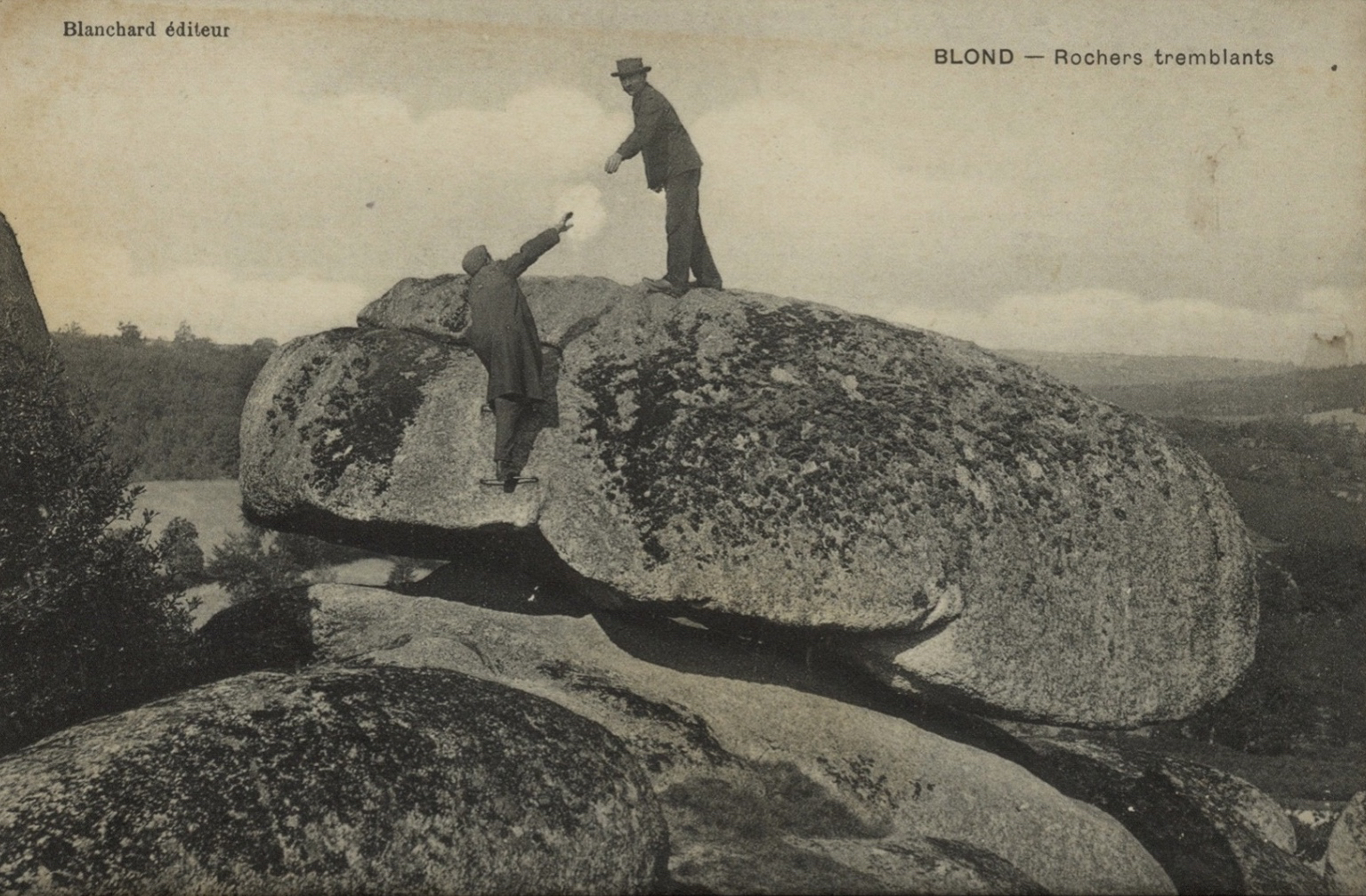
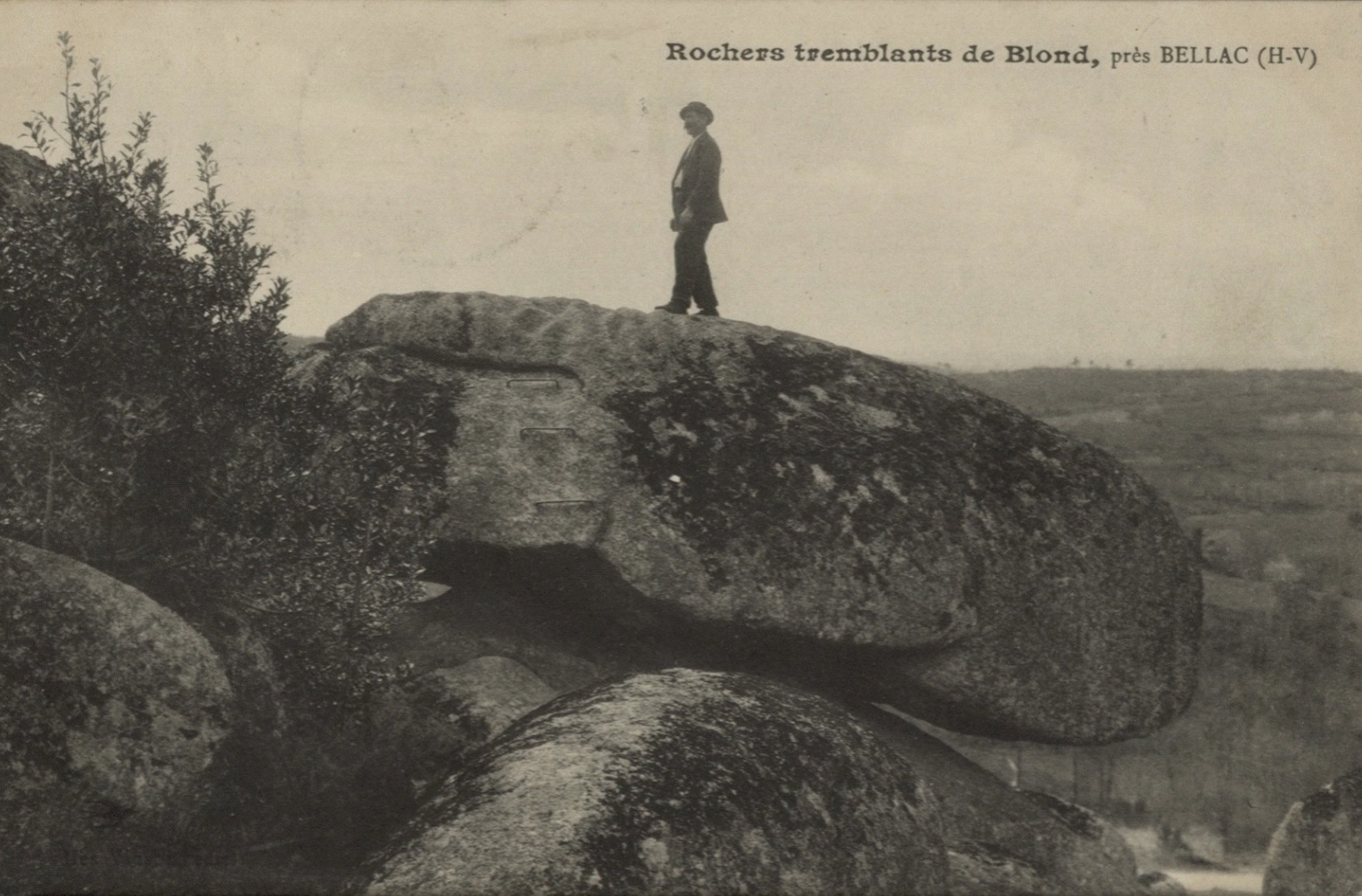
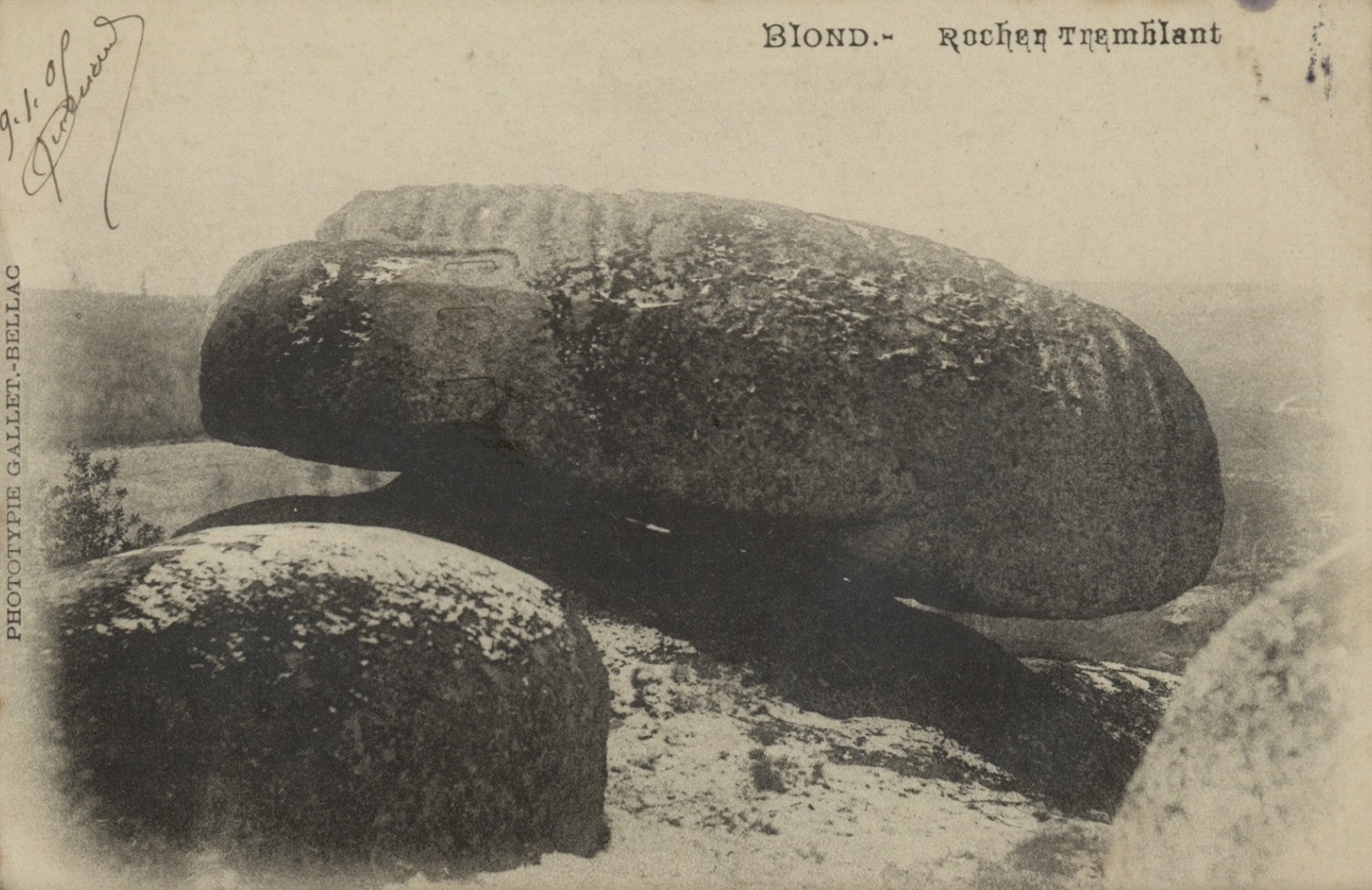
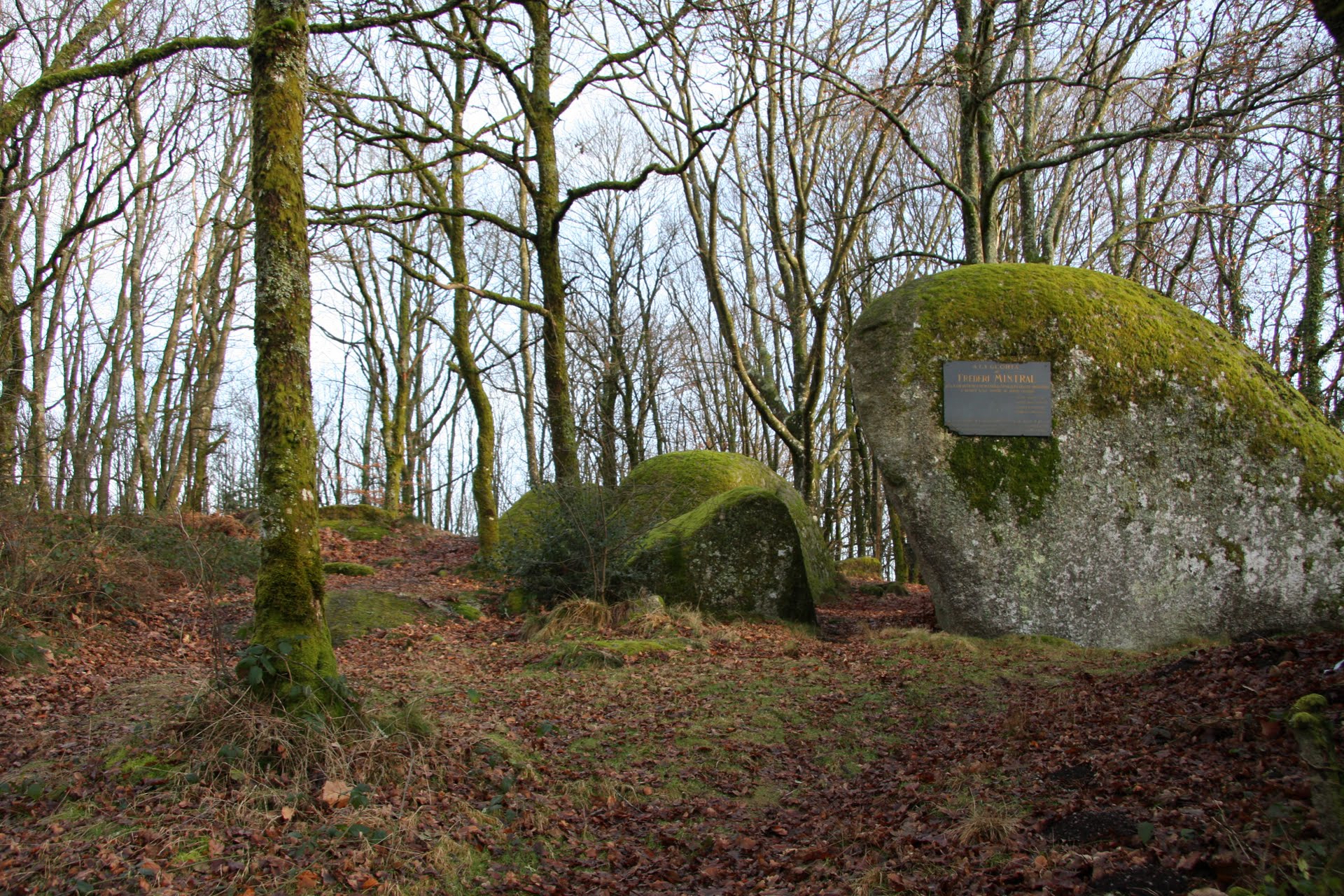
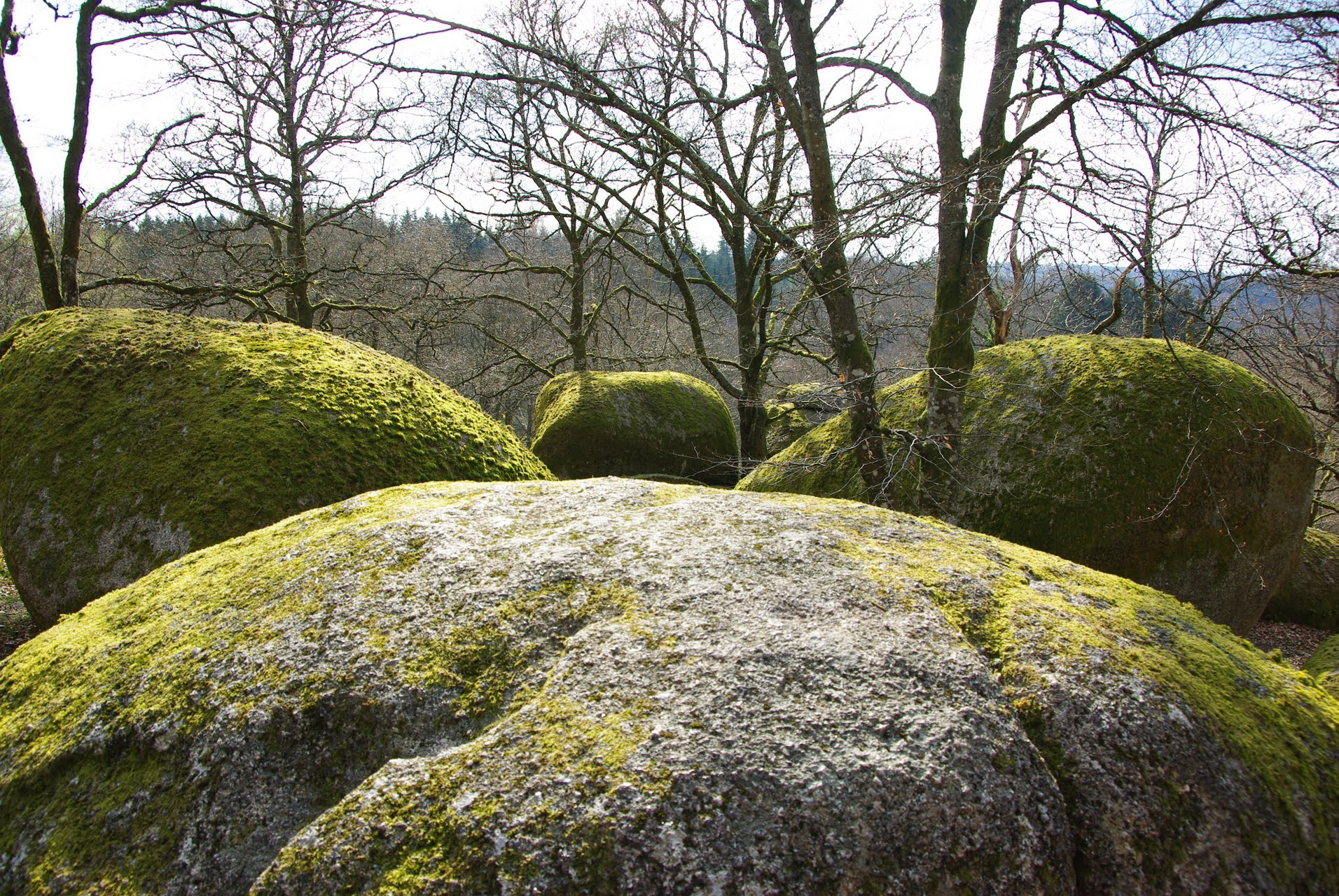
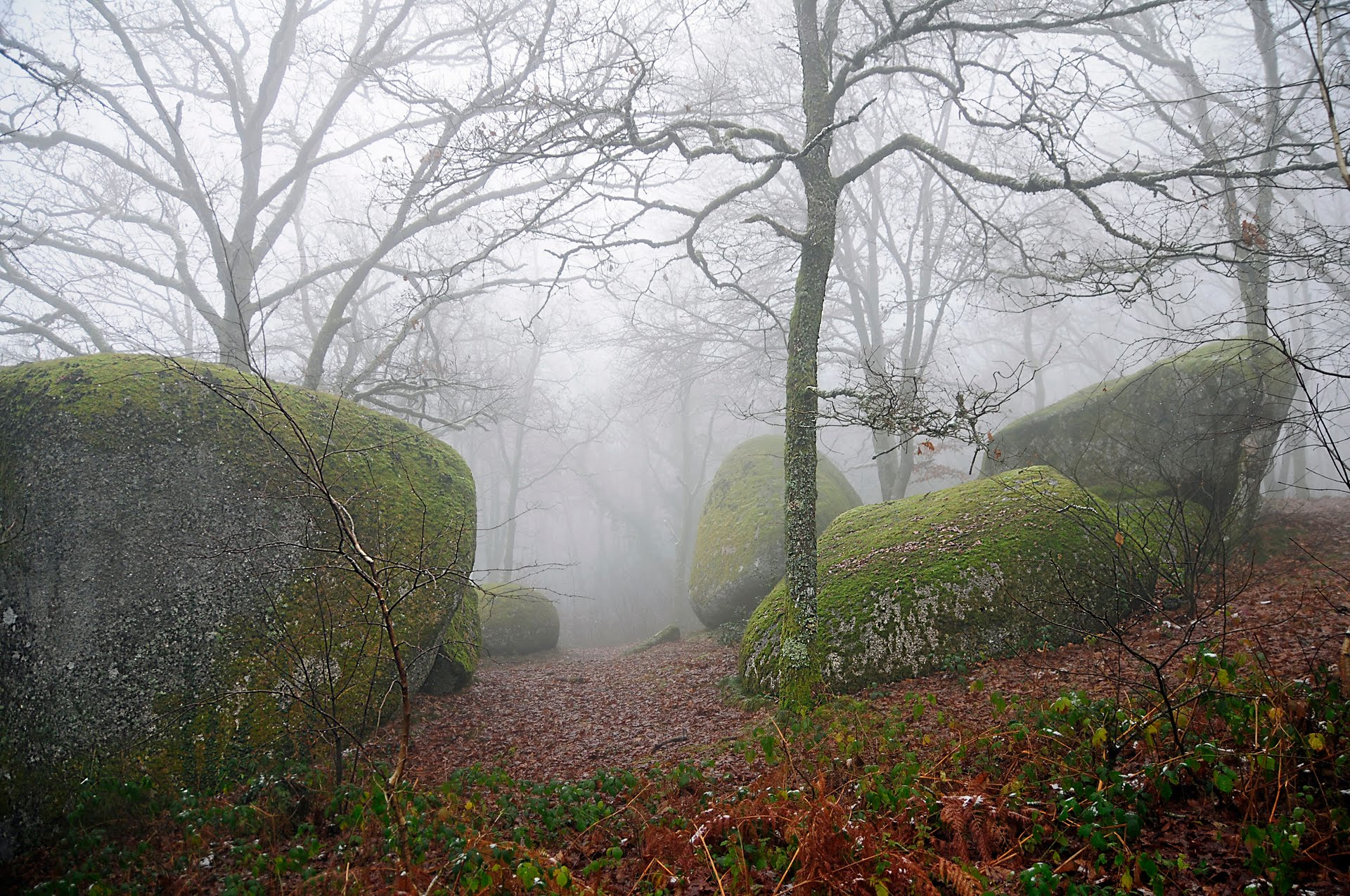
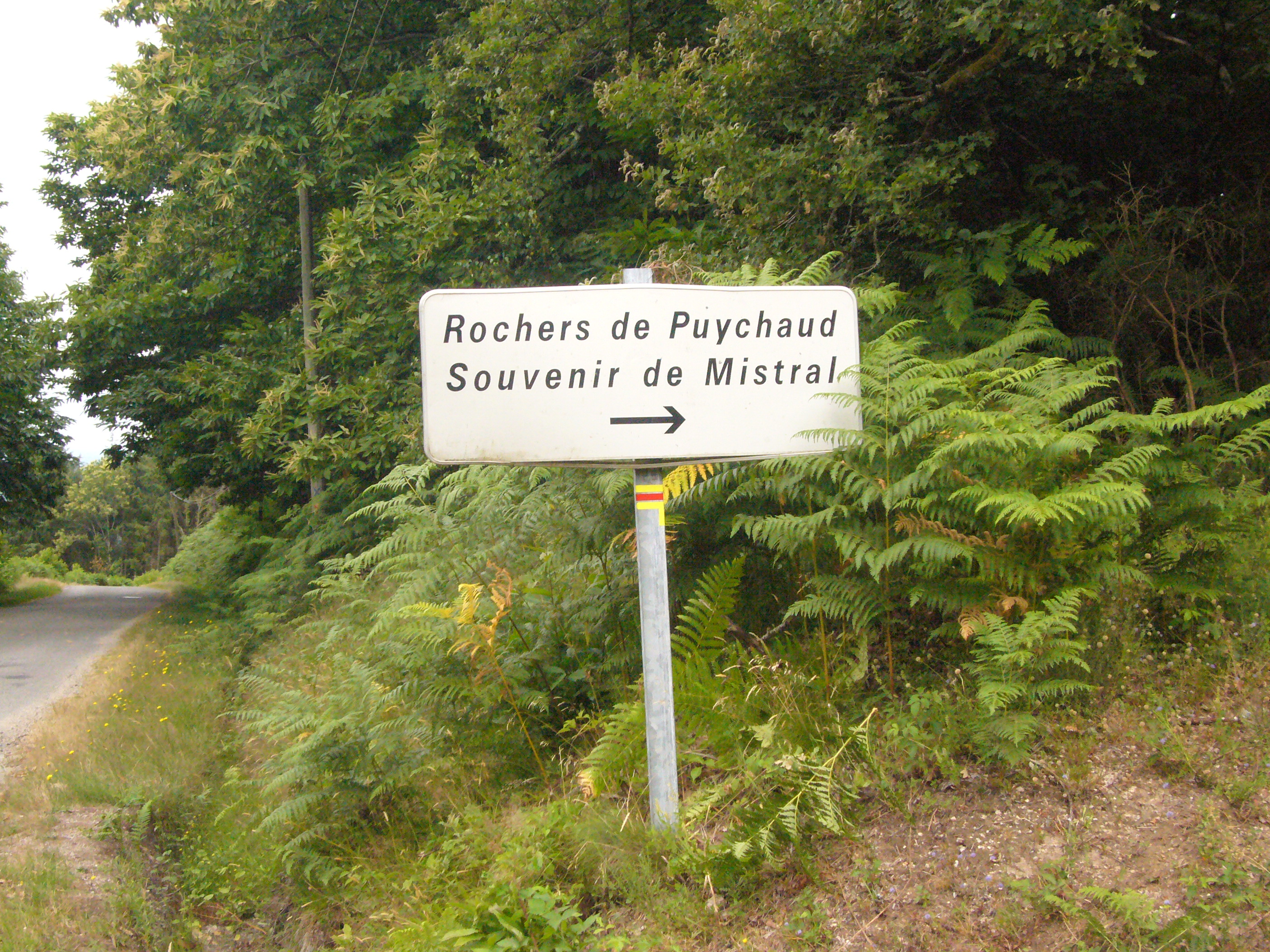
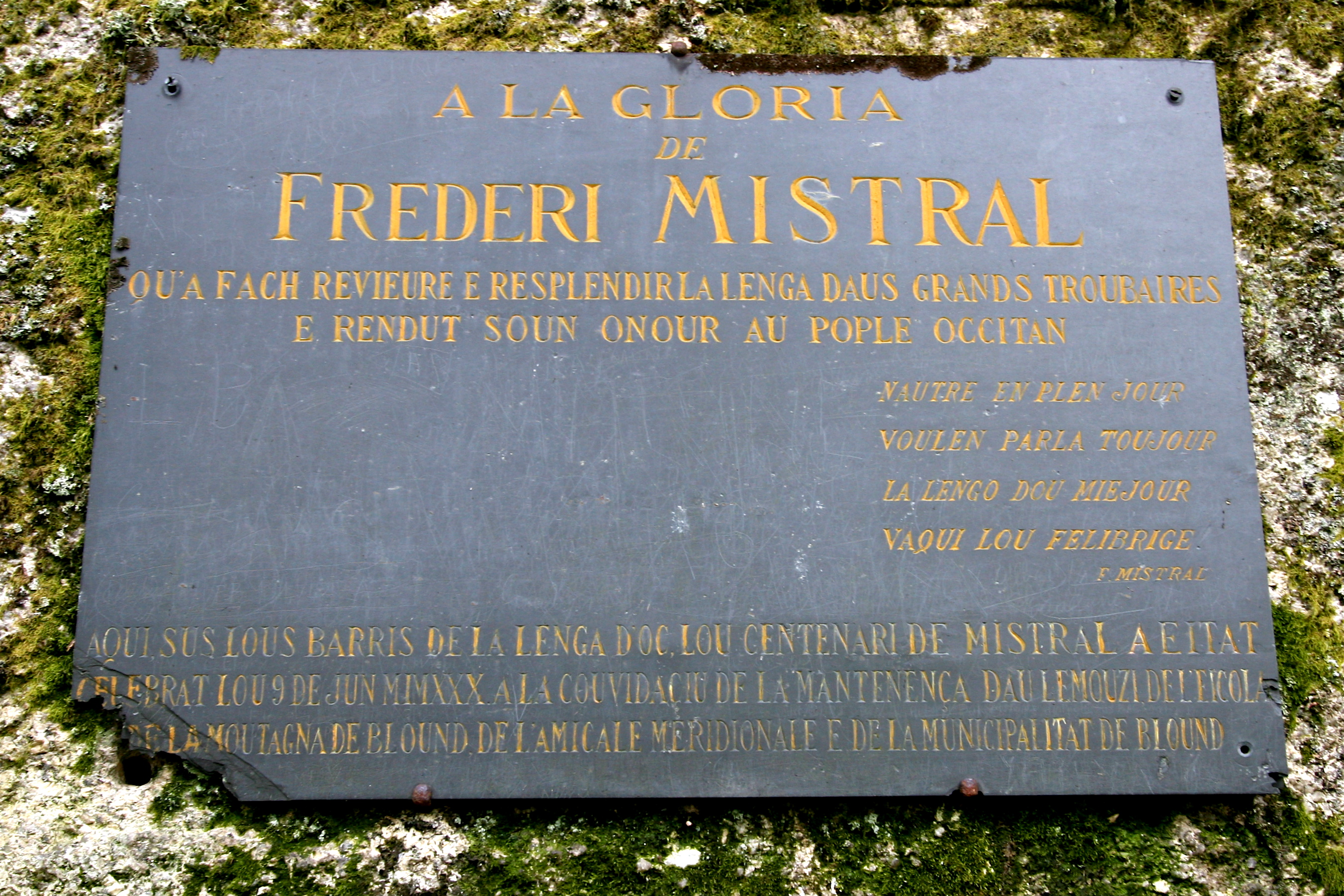

##### Les rochers de l'Amour
Les rochers de l'Amour sont de gros blocs granitiques situés dans les monts de Blond au nord du village des Monts. Plusieurs contes populaires s'inspirent de l'endroit... Certains parlent d'un lieu de rendez-vous pour les amoureux venus se promettre l'amour éternel. La magie de la pierre scellerait leur attachement pour toujours. D'autres racontent que les femmes des villages alentour venaient se frotter le nombril sur la pierre lorsqu'elles désiraient avoir un enfant.

#### Les dolmens

##### Le dolmen de Puychaud
En suivant le sentier qui continue au-delà des rochers de Puychaud, à la lisière d'un bois, parmi les bruyères et les pierrailles, se trouve le dolmen de Puychaud,. Découvert en 1917, des fouilles récentes ont mis au jour un important matériel céramique et lithique néolithique, mais l'intérêt principal de ce monument est qu’il a conservé la presque totalité du tumulus qui le recouvrait.

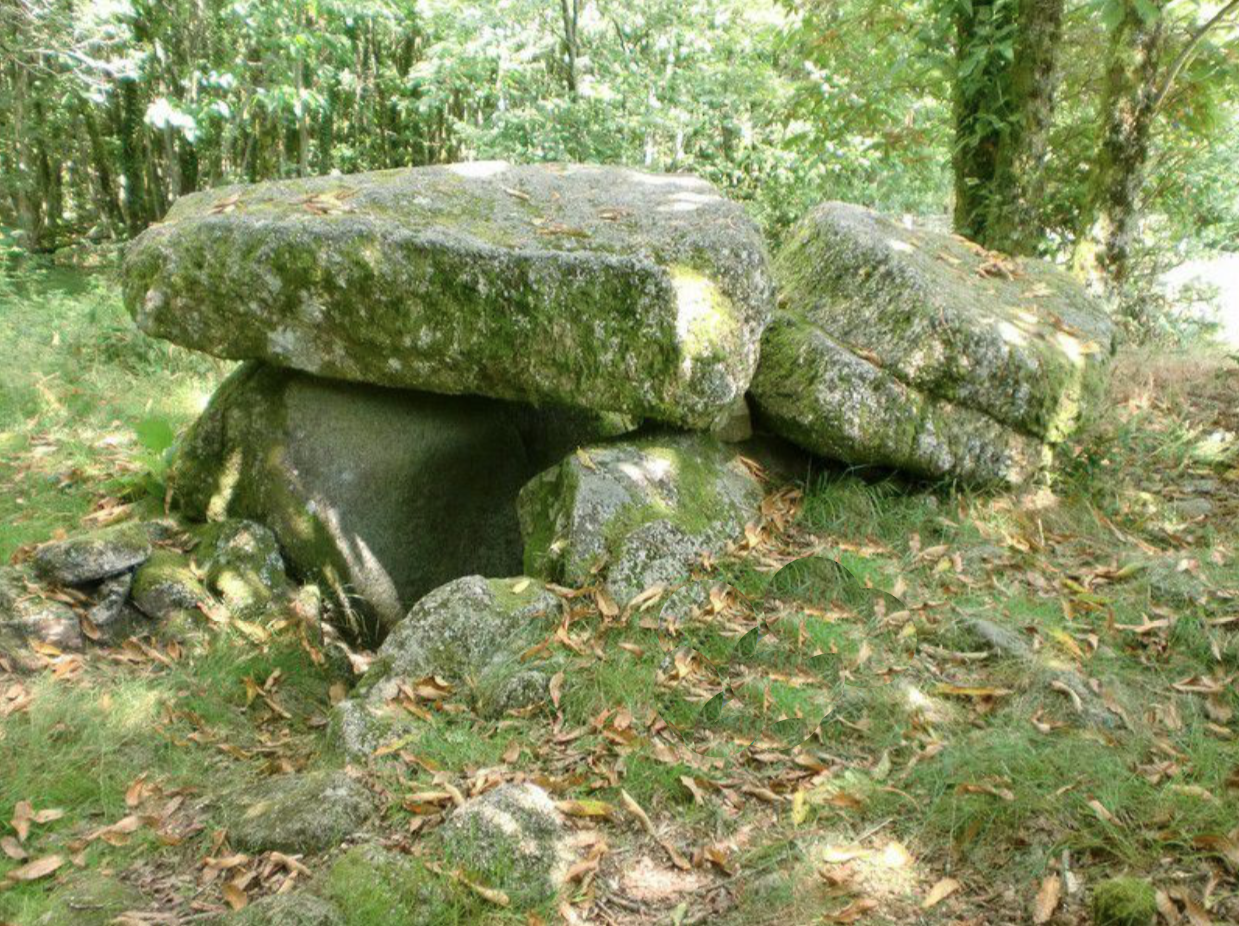
Dolmen de Puychaud.

La table, bien que brisée en trois morceaux dont deux sont encore en place, mesure 3,20 mètres de long, 2,40 mètres de large et 66 centimètres d'épaisseur. Le troisième morceau a été renversé afin de permettre l'entrée dans la chambre, il gît aujourd'hui à un mètre des autres morceaux. Le dolmen est entièrement composé de granulite. La chambre est composée de trois orthosates et deux murets de pierres sèches parfaitement calées. Elle mesure presque un mètre de haut actuellement mais un dallage a été trouvé à un mètre soixante-dix du plafond. L'orthostate du nord mesure 2,05 mètres de long, 1,70 mètre de haut et 40 centimètres d'épaisseur. L'orthostate du nord-est mesure 94 centimètres de long et 16 centimètres d'épaisseur. L'orthostate du sud penche un peu vers l'intérieur. On aperçoit l'empreinte de son tumulus autour de lui d'un diamètre de dix mètres. Les pierres de ce dernier ont certainement servi à l'édification d'un mur non loin.
Y furent découverts lors de fouilles autorisées, débris de poterie, silex, lame retouchée, racloir. Des fouilles sauvages sont à regretter et compromettent la conservation du monument.

##### Le dolmen de Doumeix
Le dolmen de Doumeix se situe au nord-est de Blond.

##### Le dolmen du Cluzeau
Le dolmen du Cluzeau se situe à quelques mètres du dolmen de Doumeix, dans un bois au nord-ouest du hameau du Cluzeau, à une altitude de 290 mètres. Il fut découvert en 1964.
La première table, la plus à l'ouest, mesure 2,65 mètres de long, 1,83 mètre de large et 55 centimètres d'épaisseur. Elle est en granite et porte à sa surface des cupules. Au sud, se trouve un groupe de vingt-sept cupules et au nord, un groupe de cinq cupules. Elle est inclinée vers le sud-est. Elle repose encore sur trois orthostates dont l'un est complètement caché sous elle.

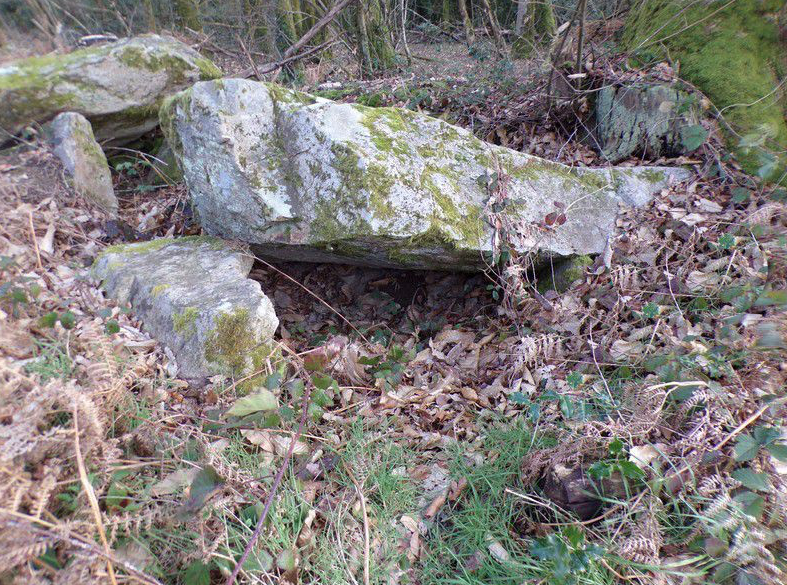
Dolmen du Cluzeau.

La seconde table mesure 1,52 mètre de long, 84 centimètres de large et de 35 centimètres d'épaisseur. Elle est en diorite et porte à sa surface des cupules. À l'ouest, se trouve un groupe de huit cupules, et à l'est, un groupe de trois cupules. Elle est inclinée vers l'est. Elle repose encore sur deux ortthostates. Sous et devant la table, se voyait un dallage de plaques minces de grès beige. Le tumulus est encore visible autour du dolmen sur un rayon de cinq mètres.
Lors de fouilles autorisées à la suite de sa découverte, y furent découverts huit pointes de flèches à tranchant transversal, une pointe de flèche à pédoncule et ailerons, une hache polie en chaille, quatre lamelles non retouchées, un talon de lamelle, une lamelle tronquée, une lame à trois coches, quatre raclettes, un racloir simple, quatre éclats de silex, neuf fragments de poteries, un galet en quartzite rosâtre, un petit galet circulaire de quartzite blanc, onze fragments d'os.

##### Le dolmen de Rulières

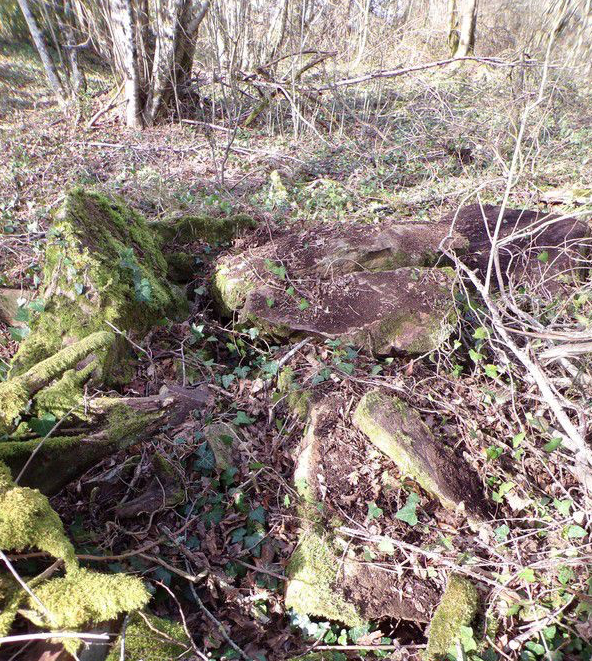
Dolmen de Rulières.

Il existe un dolmen situé près d'un sentier à 200 mètres à l'ouest du village de Rulières. Presque entièrement détruit, il reste deux piliers et un amas de pierres. La table a été retirée et se trouvait sur le côté, elle semble avoir été emportée.

#### Les menhirs
En Limousin, on appelle les menhirs les « pierres levées » (peyro-levâdo). Proche des menhirs remarquables d'Arnac et Ceinturat sur la commune de Cieux, il existe deux petits menhirs sur la commune de Blond.

##### Le menhir de Combe-Libert
Le menhir de Combe-Libert se situe à mi-pente du coteau dominant le stade de Blond et la route de Vaulry, à 1 800 mètres de distance du dolmen de Puychaud. Constitué de granulite, il mesure un mètre de haut mais n'est pas entier, comme on peut le constater avec une cassure nette sur la face est.

##### Le menhir de la Croix de Rousset

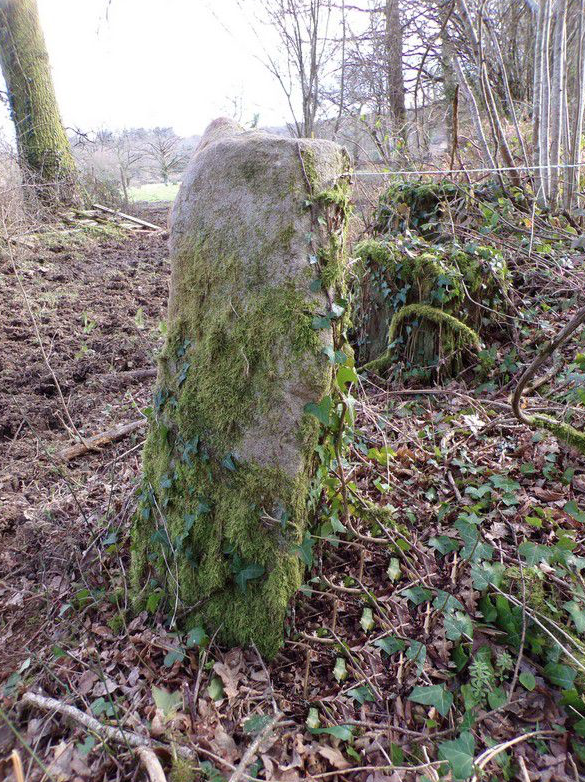
Menhir de la Croix de Rousset.

Le menhir de la Croix de Rousset se situe à 1,5 km du bourg et 2 km de Puychaud, dans une prairie jouxtant la route conduisant aux villages de Rousset et La Feyre. C'est un bloc granulite de 1,15 mètre de haut. Son sommet est brisé et gît non loin, mesurant 50 centimètres de haut.

#### Les vestiges gallo-romains

##### La ville de Luppé dans le bois de la Tourette
L'ensemble des vestiges gallo-romains de la Tourette sont classés parmi les monuments historiques, par décret du 18 juillet 1978. Non loin du bourg actuel, dans le bois de la Tourette, se trouve un remblai d’écroulement d’un centre artisanal gallo-romain s’étendant sur plus de 10 hectares. Il s’agissait très probablement d’un centre minier et artisanal où l’on exploitait et travaillait l’étain. Aux abords immédiats des vestiges, la topographie totalement bouleversée avec des sillons et des fosses profondes, correspond aux tranchées d’exploitation d’un filon de quartz stannifère et d’extraction de l’étain, peut être de l’or contenu dans les filons de quartz. Les vestiges se présentent sous la forme d’amas pierreux. Sur les ruines antiques croit un très vieux taillis de charmes mêlé de tilleuls, chênes pédonculés et érables champêtres. Dans la strate arbustive domine le buis qui a colonisé préférentiellement les éboulis. La tempête de 1999 a provoqué des chablis qui nuisent actuellement à la lisibilité de l’aspect original du site.

##### Les Camps de César
Les Romains indiquèrent sur leurs cartes d'état-major les Camps de César leurs enceintes défensives. Ils ont repris ces enceintes défensives datant des Gaulois.

##### Les souterrains-refuges
Datant très certainement des peuples du Néolithique, des souterrains-refuges sont creusés dans le tuf à de faibles profondeurs, constitués par des tunnels en ogive donnant sur des pièces. Aménagés dans un but défensif, en abris provisoires ou en réserves à provisions, ces souterrains ont été ultérieurement aménagés par les Lémovices, puis utilisés par intermittence jusqu'aux guerres de Religion. Il en reste encore à mettre au jour sur la commune de Blond.

#### Les murets de pierre sèche
Les murets en pierre sèche sont une composante bâtie valorisante d'un point de vue paysager. Ils bordent les chemins et les parcelles agricoles. Certains se devinent encore dans les sous-bois. Ils forment un maillage particulièrement visible autour des villages.

#### Les croix de Montjoie
On appelait autrefois montjoie un monceau de pierres entassées pour marquer les chemins : la coutume des pèlerins était de faire des montjoies de monceaux de pierres, sur lesquels ils plantaient des croix aussitôt qu'ils découvraient le lieu de dévotion où ils allaient en pèlerinage. Beaucoup de croix de granit se trouvent aux croisées des chemins sur le territoire de Blond. Elles indiquent de multiples pèlerinages. Deux d'entre elles sont remarquables : la croix de la Montjoie au village de Ladégaillerie et la croix des Sept Fayauds au village de Bachellerie.

##### La croix de la Montjoie de Ladegaillerie
La croix de la Montjoie de Ladegaillerie est un édifice religieux qui date du XVIe siècle dans sa forme actuelle. D'après la légende, il aurait été édifié à l'endroit même où une femme aurait enterré sa fille après l'avoir tuée pour la soulager de douleurs insupportables. On remarque effectivement une pierre tombale d'enfant.

##### La croix des Sept Fayauds
La croix monolithique des Sept Fayauds mesure 2,10 mètres de haut. Elle est située près du village de Bachellerie sur le chemin en direction du village Soulailloux. Cette croix est entourée de légende. Elle est dit-on taillée dans un menhir. La légende raconte qu'elle aurait été élevée sur la tombe d'un soldat romain ; une autre légende précise que c'est depuis cet endroit que les Anglais tiraient au canon sur le château de La Barde, aujourd'hui entièrement disparu, au cours de la guerre de Cent Ans. Ultérieurement, un paysan ayant voulu la déplacer avec ses bœufs, n'aurait pas pu la faire bouger et ses bœufs seraient morts d'épuisement. Le nom de Fayaud ou Fayard vient d'une déformation du latin Fagus, hêtre.

La croix des Sept Fayauds
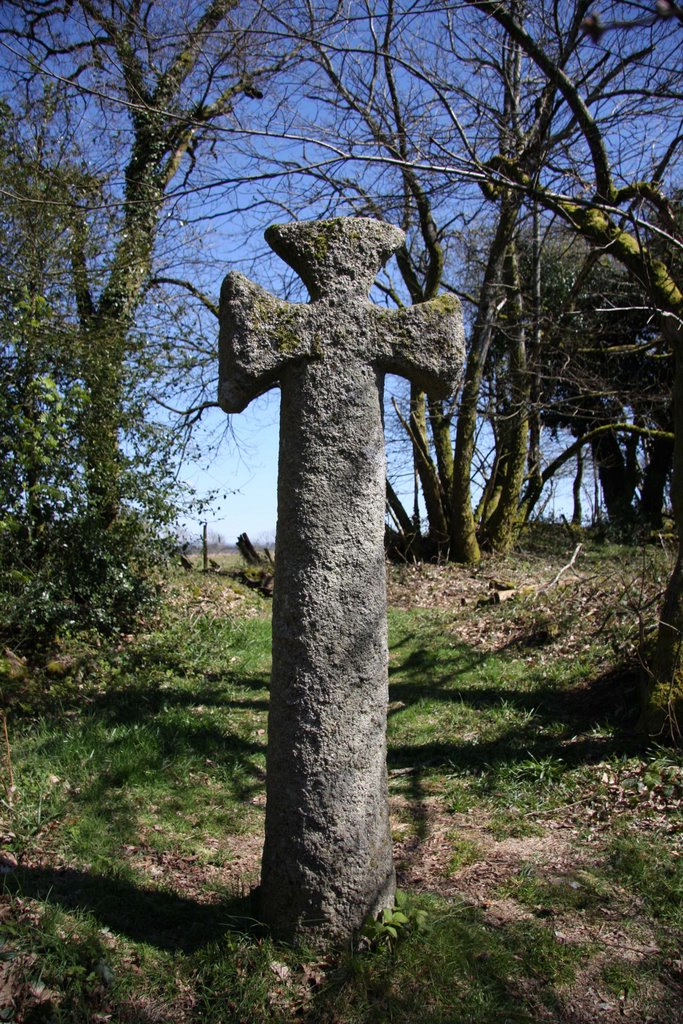
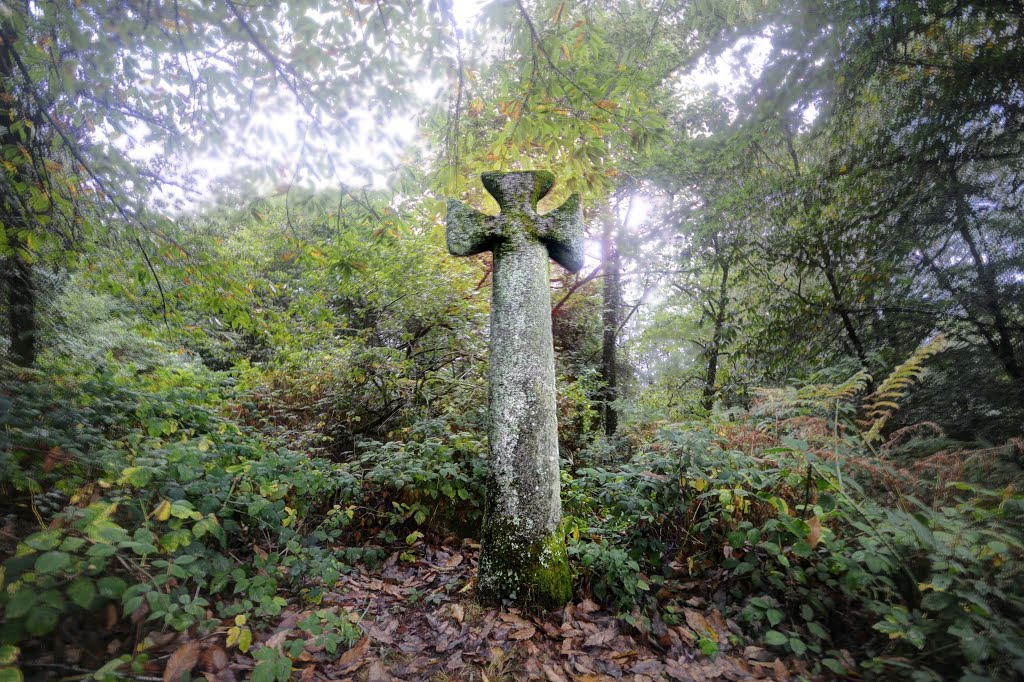

##### La croix de Villerajouze
C'est une croix de granit située sur le chemin du village de Villarajouze à Blond.

##### La croix de Croix-Pierre
C'est une croix en pierre taillée dans la masse située au lieu-dit Croix-Pierre à deux kilomètres du bourg de Blond sur la gauche de la route vers Mortemart.

#### Les fontaines à dévotion
Les fontaines à dévotion, également appelées bonnes fontaines ou fontaines miraculeuses, constituent un patrimoine emblématique du Limousin, dont les origines sont antérieures au christianisme. Elles font encore aujourd'hui l'objet de rituels thérapeutiques, en fonction des facultés médicinales ou des bienfaits particuliers qui leur sont attribués par la coutume : guérison des humains ou du bétail, fin d'une sécheresse, obtention d'une faveur, protection des enfants. Les fontaines de la commune de Blond, placées sous le culte de saint Martin, sont recommandées pour les douleurs, les rhumatismes et contre la sécheresse.

##### La fontaine de Saint-Martin

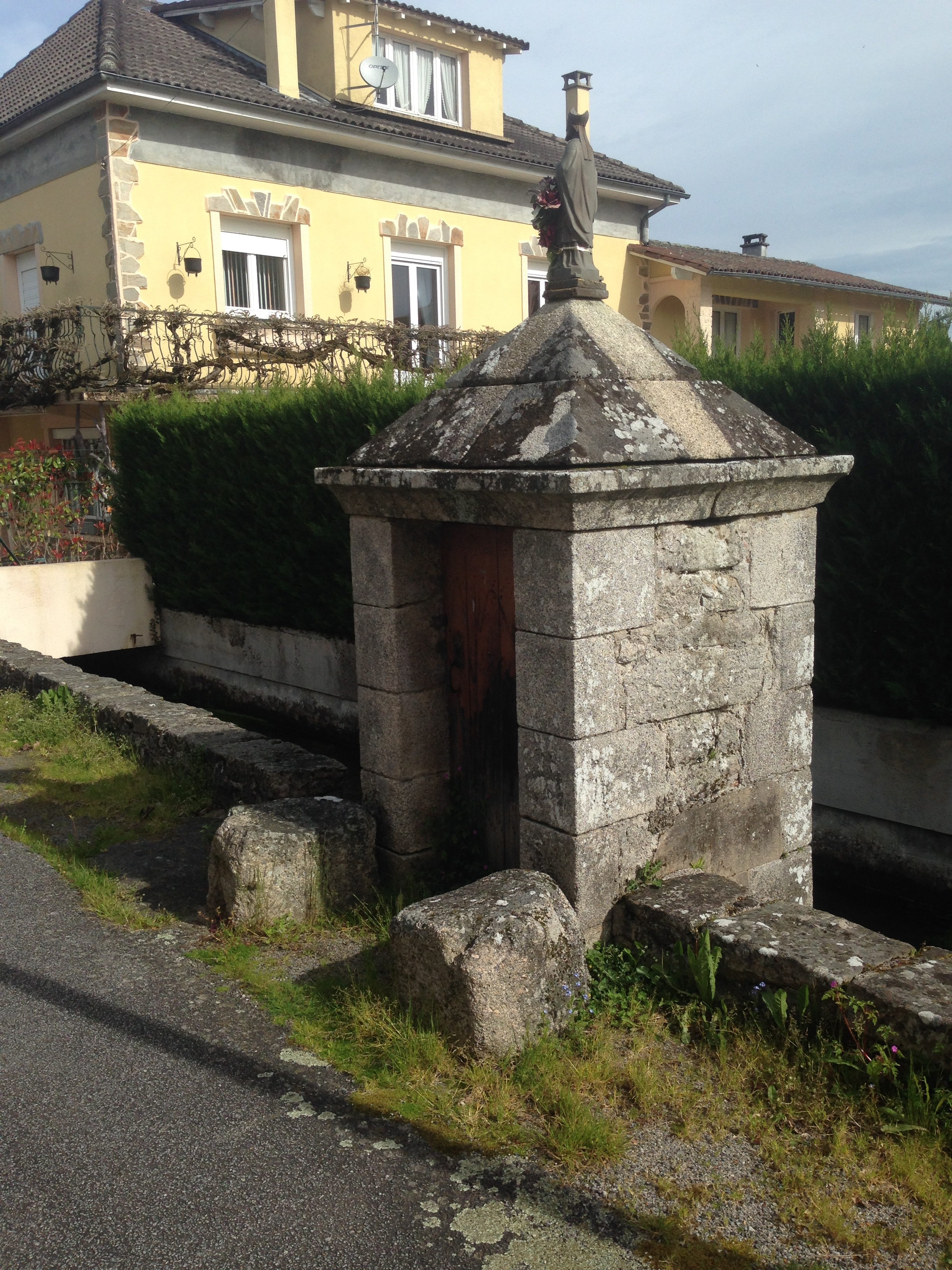
La fontaine Saint-Martin.

La première est la fontaine du bourg, elle est située au bord de l'Issoire, à une cinquantaine de mètres du chevet de l'église. C'est une construction rectangulaire, en pierre, avec un toit pyramidal également en pierre, que surmonte une statuette du saint en métal doré.
La procession de la Saint-Martin était célèbre pour obtenir la guérison des douleurs et des rhumatismes. Elle avait lieu tous les ans le dimanche suivant le 4 juillet. L'eau était recueillie précieusement pour frotter les mains, les jambes endolories. En période de sécheresse, la procession de la Saint-Martin pouvait amener la pluie bienfaisante, en trempant le pied de la croix dans la source de la fontaine située près de l'église. On raconte qu'en 1908, la sécheresse était très grande. On invita donc le porteur de la croix processionnaire à respecter la tradition, mais ce dernier, facétieux, ne trempa pas le pied de la croix mais le Christ en prononçant ces paroles : « le monde en veut de l'eau, je crois qu'ils en auront leur aise ». Un violent orage surprit la procession sur le chemin du retour, la pluie tomba avec une telle force, avec une telle violence, que l'Issoire qui coule sous le champ de foire, passée au-dessus, avait inondé tous les jardins qu'elle traverse.

##### La fontaine de la Couture-Les-Astiers
La fontaine de la Couture-Les-Astiers est considérée par certains habitants de Blond comme le point de départ de toute l’histoire du village, laquelle s’est nourrie de superstitions et de légendes.

##### La fontaine de Rousseix
La fontaine de Rousseix est un simple trou bordé de pierres, dans le talus qui borde le fossé droit de la route conduisant au village de Rousselx, près de l'endroit où s'élève la croix de ce nom et d'un champ où les débris de tulles gallo-romaines sont nombreux.

##### La fontaine des Monts
La fontaine des Monts est un ensemble de deux fontaines disposées de telle sorte qu'elles forment un angle droit. Elles sont constituées de pierres sèches et de dalles de granit. De chaque côté de celle de droite, des avancées permettent de poser les seaux avant et après puisage. L'intérieur de ces édicules rappelle la forme d'un puits. Une canalisation à ciel ouvert part de l'une des fontaines pour alimenter un grand bassin dont une partie est inclinée pour permettre le travail des laveuses.

#### Les lavoirs

##### Le lavoir du Champ de Foire
Le lavoir du Champ de Foire dans le bourg de Blond ne gèle jamais. Il est alimenté par une source dont l'eau est suffisamment chaude pour empêcher la prise de la glace même en cas d'hiver très rigoureux.

##### Le lavoir de la Couture
Le lavoir est situé à l'entrée ouest du bourg, le long de la D5 route de Mortemart, à l'intersection avec le chemin menant au village de La Couture-Les-Astiers. Il est alimenté par un petit ruisseau du nom de l'Oscul, qui se jette plus loin dans la rivière l'Issoire.
On raconte l'histoire du Piarou, un paysan du village de La Couture-Les-Astiers, qui prenait des coups sur tout le corps lorsqu'il rentrait tard la nuit chez lui en venant du bourg. C'est en passant sur le petit pont qui enjambait l'Oscul, en amont du lavoir de la Couture, que le Piarou était agressé. Certains disaient que c'était le diable. D'autres penchaient plutôt pour sa femme, la Nadette, qui se vengeait ainsi des incartades de son mari qui rentrait tard en zigzaguant des bars du bourg de Blond. Le Piarou et la Nadette habitaient le village de La Couture avec leurs nombreux enfants. Beaucoup disaient que la Nadette était sauvage, au contraire du Piarou qui cherchait toujours à rencontrer ses copains au café de Blond. Leurs voisins disaient que la pauvre Nadette n'était pas sauvage, mais toujours portée à de bons services. Elle avait fort à faire avec ses huit enfants, qu'il fallait laver, faire manger, habiller, s'occuper de savoir si les grands étaient sérieux à l'école. Pour les nourrir, elle élevait des lapins, des poules, ramassait des œufs, portait l'herbe aux lapins, puisait les légumes du cochon. Faire l'omelette n'était pas compliqué mais il fallait tuer lapins et volailles lorsqu'ils étaient comme il faut, les faire cuire. Elle n'avait pas beaucoup de temps libre. Les seules sorties étaient pour aller à la messe des Rameaux, acheter la cornue, et autre sortie la messe de minuit. Quelquefois elle suivait la procession de la Saint-Martin. Piarou lui s'occupait des champs, faisait les foins, coupait le blé qu'il amenait à la batteuse, arrachait les topinambours, tuait le cochon et le découpait avec ses copains. Lorsque Piarou avait fini sa journée aux champs, il s'empressait d'aller retrouver ses copains pour boire un coup de gnôle, ils étaient nombreux venant de Bachellerie, Villerajouze, Puygrenier, pas tous dans le même bistrot. Pour savoir le résultat de leurs travaux, il fallait aller sur la place du Marché, sur la place de l'Église, les bistrots étaient nombreux. Alors, en fin de soirée, est-ce le diable qui l'attendait au passage de l'Oscul ? Un matin, les femmes qui venaient faire la lessive au lavoir de La Couture, trouvèrent le battoir de la Nadette. Avait-il servi uniquement pour la lessive ? Il n'empêche que désormais, la peur du Malin incite les habitants à éviter de passer sur le pont de l'Oscul les soirs de pleine lune.

#### Les chapelles (disparues)

##### La chapelle de la Sainte-Vierge
Il y avait dans le cimetière de Blond une chapelle dédiée à la Sainte-Vierge.
Dans le grand cimetière, existait une autre chapelle, où Jean de Nollet avait fondé une vicairie le 28 avril 1494.

##### La chapelle Saint-Laurent
Au village de La Feyre, il y avait une chapelle rurale dédiée à saint Laurent. Elle était en ruine à la fin du XVIIIe siècle.

##### La chapelle Saint-Simon
Il y avait aussi dans la paroisse de Blond une chapelle rurale dédiée à saint Simon et saint Eude, aujourd'hui disparue et non localisée.

##### Le château de Drouilles

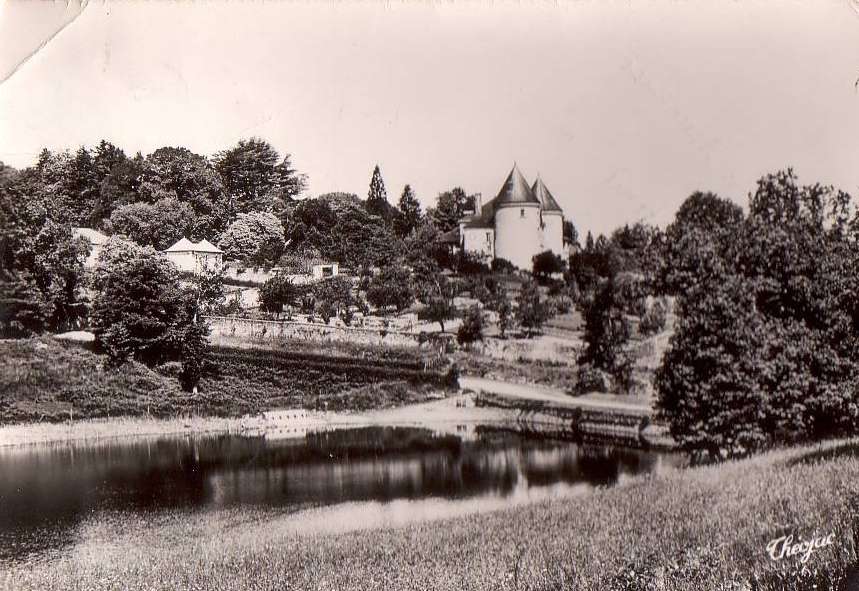
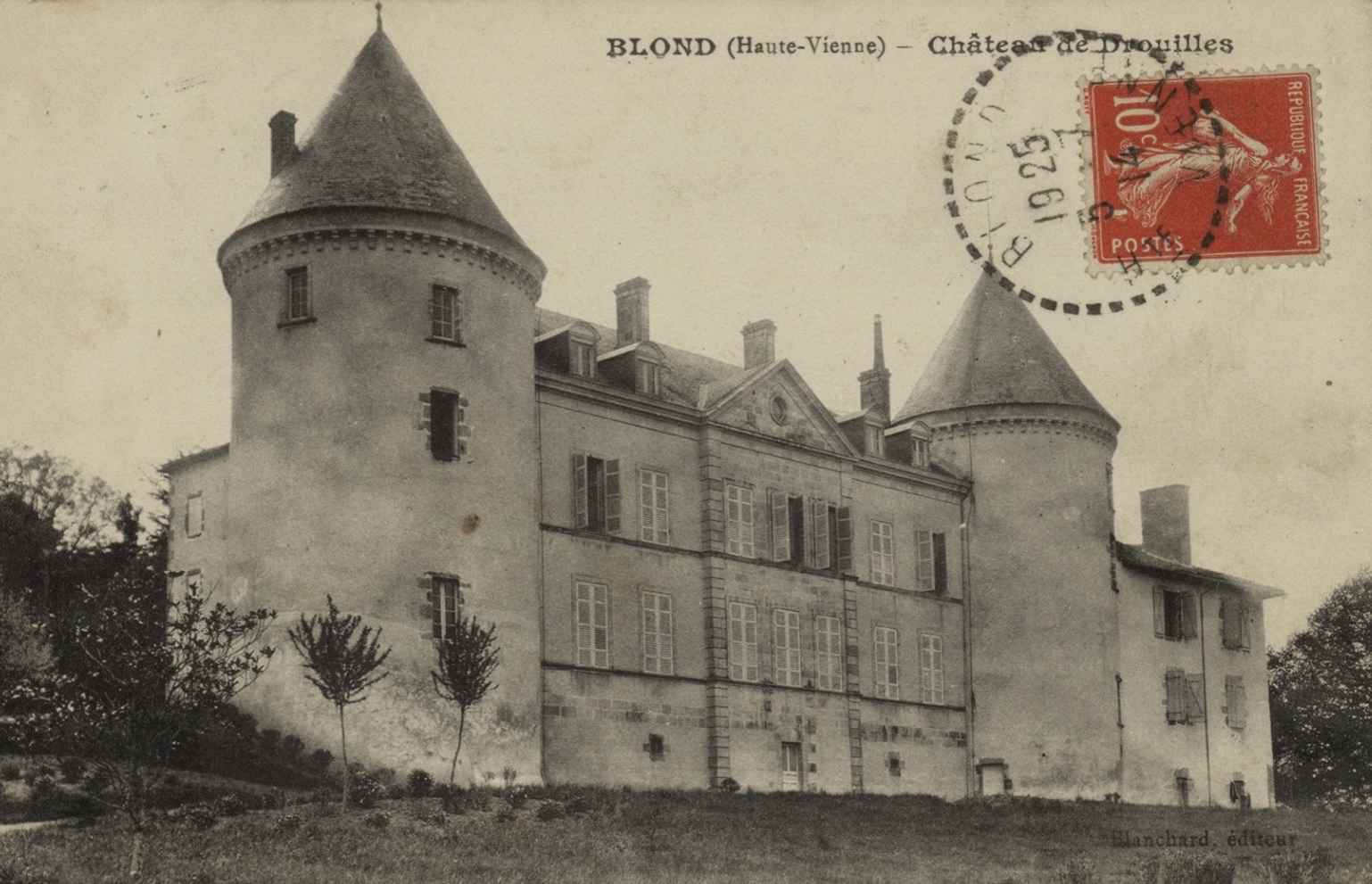
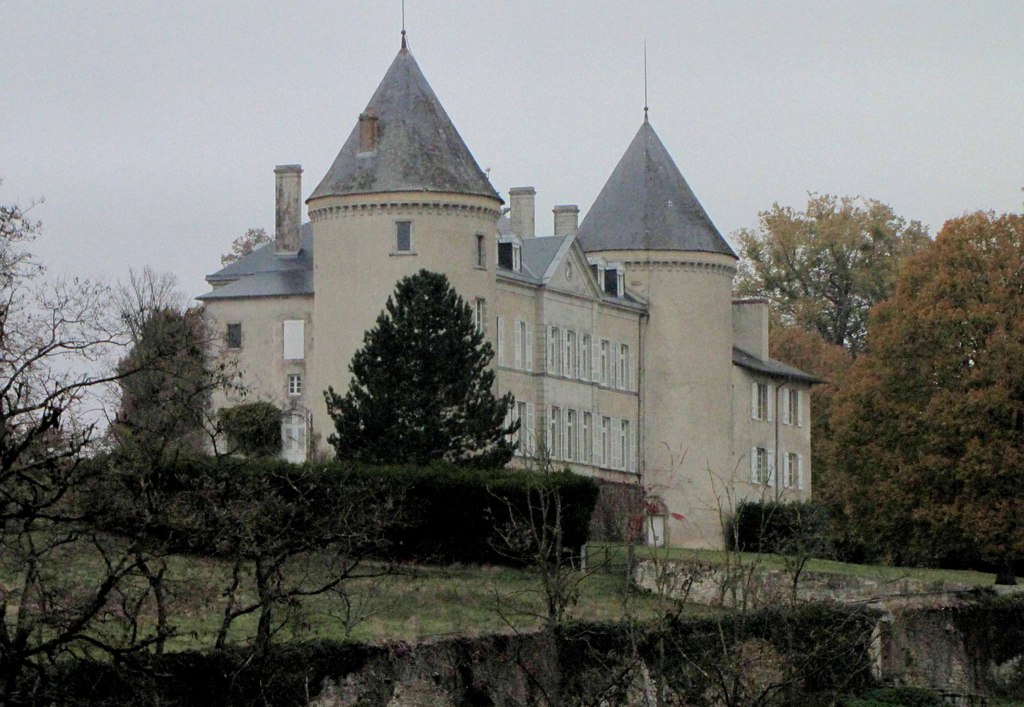

#### Les châteaux

##### Le château de Beireix

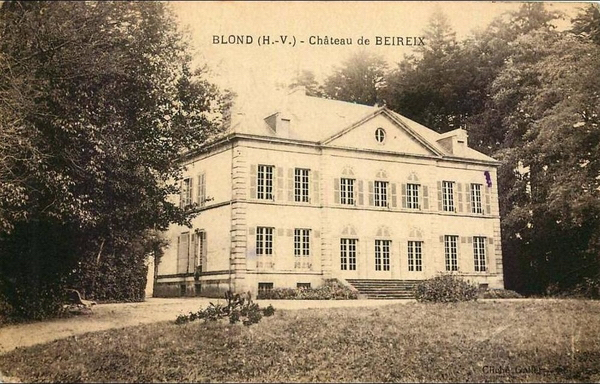
Le château de Beireix à Blond.
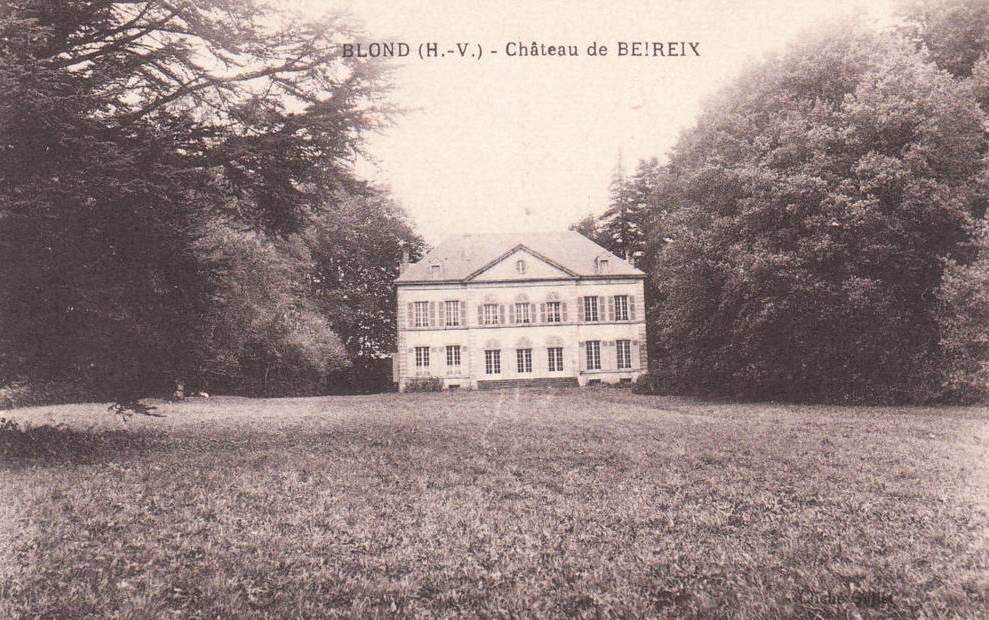
Le château de Beireix à Blond.
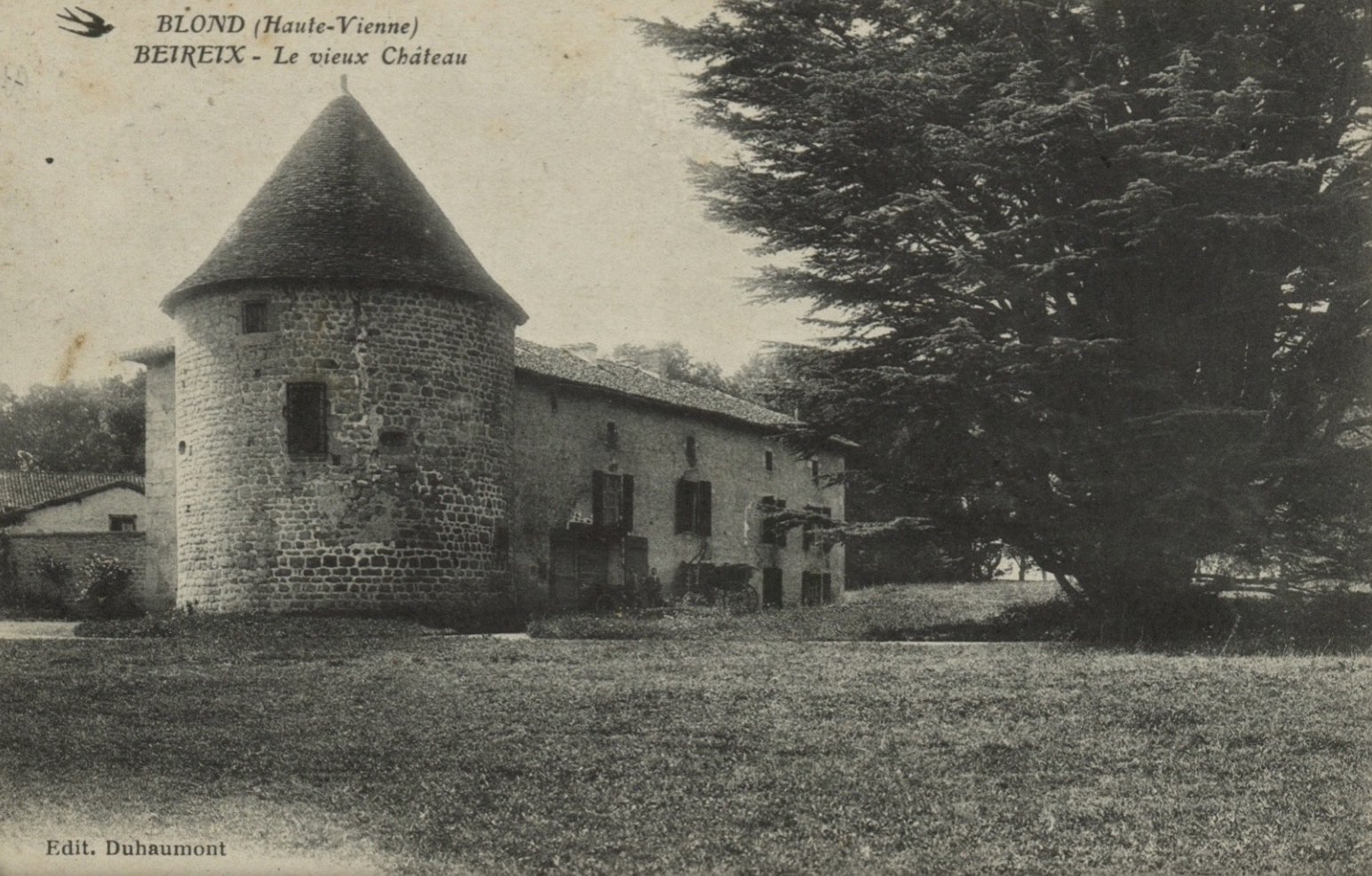
Le vieux château de Beireix à Blond.

##### Le château de Maillofray

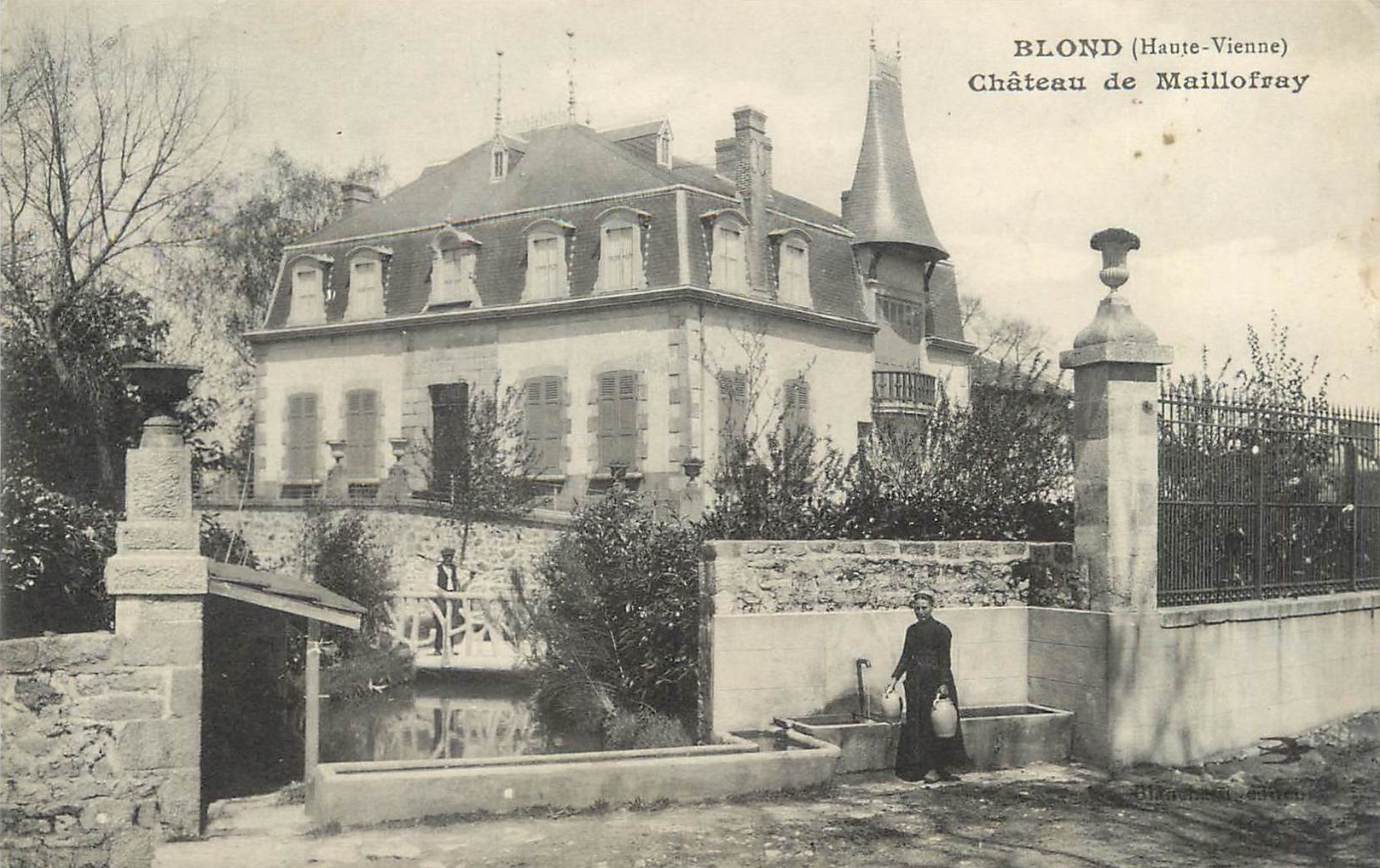
Le château de Maillofray.

##### Le château de La Ronze

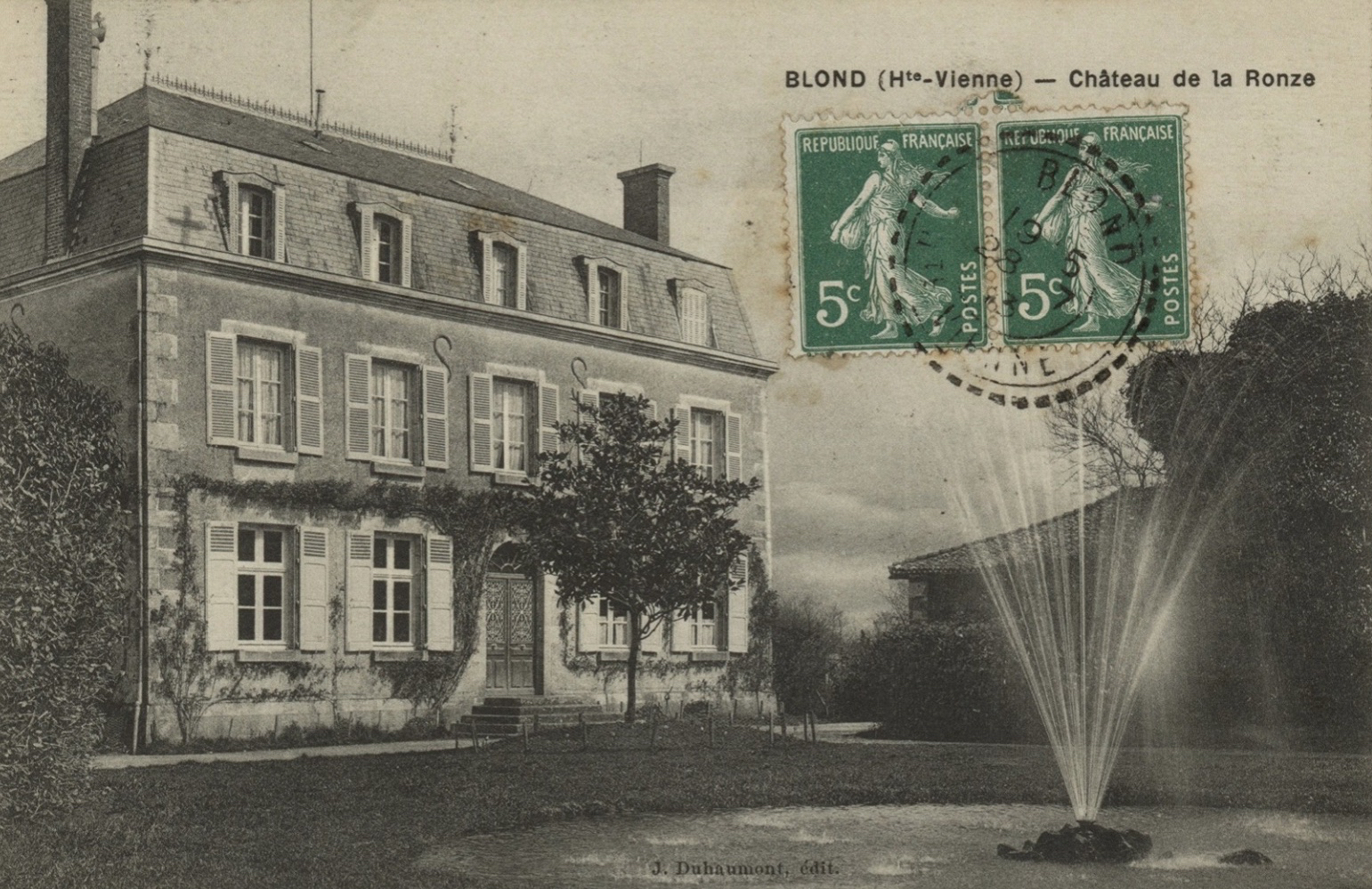
Le château de la Ronze à Blond.

##### Le château de La Barde
Le château de La Barde, aujourd'hui entièrement disparu, était situé entre les villages de Bachellerie et de Soulailloux.

#### L'église de l'Ordination-de-Saint-Martin

##### La légende des Ramades
Le village des Ramades connut au début du XIXe siècle une certaine renommée du fait de l'apparition de la Vierge au pied d'un pommier. De tous les villages voisins se mirent à accourir les malades pour prier au pied de l'arbre où avait eu lieu l'apparition. Mais les Ramades ne sont pas devenus un haut lieu de pèlerinage, à l'image des apparitions de la Vierge à Lourdes ! Peut être parce qu'il n'y a pas de grotte... à moins que ce soit parce que les mauvaises langues ont commencé à affirmer que la « bondieuse », qui avait vu l'apparition, aimait beaucoup la « piquette »... et que la vierge apparue était un comique du village qui s'était déguisé avant de monter dans le pommier... Le village des Ramades a rapidement retrouvé sa tranquillité et ses habitants leur quiétude.

### Faune et flore

#### La tourbière de Pioffret
Située à proximité du hameau de Pioffret, cette tourbière de 29 ha inscrite en ZNIEFF est l'une des très rares tourbières de ce secteur.

#### La route des cèdres de Drouilles
La route qui conduit au château de Drouilles depuis le village de Belleix, est bordée d'un ensemble de cèdres remarquables, probablement plantés après la Révolution : cèdres de l'Atlas, chênes et châtaigniers en surplomb de la route.

### Personnalités liées à la commune
- Paul de Nollet de Laipaud (1734-?), homme politique né au château du Mas-du-Bot à Blond, député de la noblesse aux États généraux de 1789.
- Jean-Michel Lacroix, né le 6 novembre 1749 à Blond (Haute-Vienne) et mort le 16 janvier 1820 à Bellac (Haute-Vienne), homme politique.

### Héraldique
|  | Les armoiries de Blond se blasonnent ainsi : D'azur à l'église d'or, au franc-canton d'argent chargé d'un sautoir de gueules cantonné de quatre croisettes pommetées de sable. |